# Quebec
O Quebec ou Quebeque (em francês:  Québec) é uma das dez províncias do Canadá. É limitado a oeste pelo Ontário e pelas águas da Baía de James e da Baía de Hudson, ao norte pelo Estreito de Hudson e pela Baía de Ungava, a leste pelo Golfo de São Lourenço e pela província de Terra Nova e Labrador, e ao sul pela província de Novo Brunswick e pelos estados americanos do Maine, Nova Hampshire, Vermont e Nova Iorque. Também compartilha fronteiras marítimas com Nunavut, Ilha do Príncipe Eduardo e Nova Escócia. O Quebec é a maior província do Canadá por extensão territorial e a segunda maior divisão administrativa do país, apenas o território de Nunavut é maior. A província do Quebec é histórica e politicamente considerada parte do Canadá Central juntamente com Ontário.
O Quebec é a segunda província mais populosa do Canadá, depois do Ontário. É a única a ter uma população predominantemente francófona, sendo o francês a única língua oficial a nível provincial. A maioria dos habitantes vive em áreas urbanas perto do rio São Lourenço, entre Montreal e a cidade de Quebec, a capital. Aproximadamente metade dos moradores da província vive na Grande Montreal, incluindo a Ilha de Montreal. As comunidades anglófonas e as instituições de língua inglesa estão concentradas no oeste da ilha de Montreal, mas também estão significativamente presentes nas regiões de Outaouais, Municípios Orientais e Gaspé. A região do norte do Quebec, que ocupa a metade norte da província, é escassamente povoada e habitada principalmente pelos povos aborígenes.
O clima ao redor das grandes cidades é continental, com invernos frios e nevosos e com verões quentes e geralmente úmidos, mas as temporadas de inverno mais longas dominam e como resultado as áreas setentrionais da província são marcadas por condições de tundra. Mesmo no centro do Quebec, em latitudes comparativamente mais ao sul, os invernos são severos em áreas do interior.
Os debates sobre a independência do Quebec desempenharam um grande papel na política da província. Os governos do Partido Quebequense realizaram referendos sobre a soberania em 1980 e 1995. Embora nenhum dos dois tenha passado, o referendo de 1995 teve a maior participação eleitoral na história do Quebec, mais de 93%, e só falhou por menos de 1% dos votos. Em 2006, a Câmara dos Comuns do Canadá aprovou uma moção simbólica reconhecendo o Quebec como uma "nação dentro de um Canadá unido".
Embora os recursos naturais substanciais da província sejam, há muito tempo, a base de sua economia, setores da economia do conhecimento, como o aeroespacial, as tecnologias da informação e comunicação, a biotecnologia e a indústria farmacêutica também desempenham papeis importantes na economia. Todas essas indústrias contribuíram para ajudar Quebec a se tornar uma província economicamente influente dentro do Canadá, atrás apenas de Ontário na produção econômica.

## Etimologia e mudanças territoriais

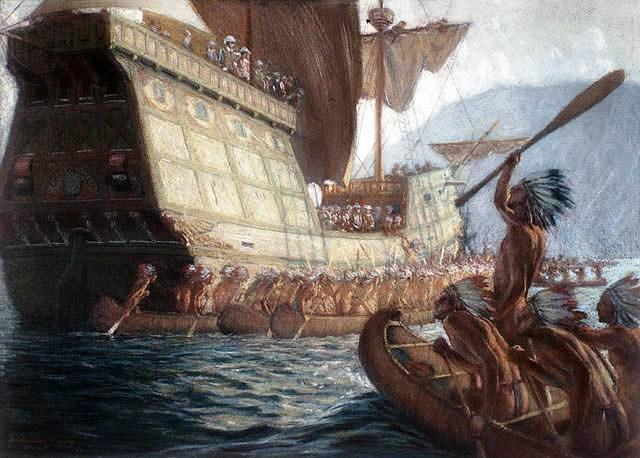
A chegada de Samuel de Champlain, pai da Nova França, no local onde atualmente se encontra a Cidade de Quebec.

O termo "Québec", que vem da palavra algonquina kébec, que significa "onde o rio se estreita", originalmente se referia à área em torno da cidade de Quebec, onde o rio São Lourenço se estreita para um caminho cheio de pedras. As primeiras variações na grafia do nome incluíram Québecq (Levasseur, 1601) e Kébec (Lescarbot, 1609). O explorador francês Samuel de Champlain escolheu o nome Québec em 1608 para o posto colonial que usaria como sede administrativa da colônia francesa da Nova França. A província é por vezes referida como "La belle province"  que significa "A bela província".
A província do Quebec foi fundada na Proclamação Real de 1763, depois que o Tratado de Paris transferiu formalmente a colônia francesa do Canadá para a Grã-Bretanha após a Guerra dos Sete Anos. A proclamação restringiu a província a uma área ao longo das margens do rio São Lourenço. A Lei do Quebec de 1774 expandiu o território da província para incluir os Grandes Lagos e o vale do rio Ohio e ao sul da Terra de Rupert, restaurando mais ou menos as fronteiras anteriormente existentes sob o domínio francês antes da conquista em 1760. O Tratado de Paris de 1783 cedeu territórios ao sul dos Grandes Lagos para os Estados Unidos. Após o Ato Constitucional de 1791, o território foi dividido entre o Canadá Inferior (atual Quebec) e o Canadá Superior (atual Ontário), com cada um recebendo uma assembleia legislativa eleita. Em 1840, eles se tornaram o Canadá Oriental e o Canadá Ocidental depois que o Parlamento Britânico unificou as regiões formando o que chamaram de Província do Canadá. Este território foi novamente dividido formado as província do Quebec e Ontário na Confederação do Canadá em 1867. Cada uma das regiões se tornou uma das primeiras quatro províncias.
Em 1870, o Canadá comprou a Terra de Rupert da Companhia da Baía de Hudson e nas próximas décadas o Parlamento do Canadá transferiu para Quebec partes desse território, o que triplicou o tamanho da província. Em 1898, o Parlamento Canadense aprovou a Lei de Extensão do Limite do Quebec, que expandiu as fronteiras provinciais para o norte, incluindo as terras dos povos aborígines locais. Isto foi seguido pela adição do Distrito de Ungava através da Lei de Extensão das Fronteiras do Quebec de 1912 que acrescentou as terras mais setentrionais dos inuítes, definindo o atual Quebec. Em 1927, a fronteira entre Quebec e Terra Nova e Labrador foi estabelecida pelo Comitê Judiciário Britânico do Conselho Privado. No entanto, Quebec oficialmente contesta esses novos limites territoriais.

## História

### Povos indígenas e exploração europeia

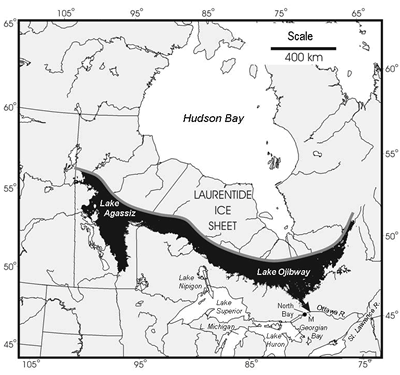
Lagos glaciais Agassiz e Ojibway.

Na época do primeiro contato europeu e posterior colonização, as nações indígenas algonquiana, iroquesa e inuíte controlavam o que hoje é o Quebec. Seus estilos de vida e culturas refletiam a terra em que viviam. Algonquianos organizados em sete entidades políticas viviam vidas nômades com base na caça, coleta e pesca no terreno acidentado do Escudo Canadense (na Baía de James os povos cree, innu, algonquinos) e nas Montanhas Apalaches (os povos mi'kmaq e abenaki). Os povos iroqueses de São Lourenço (um ramo dos iroqueses), viviam vidas mais estabelecidas, cultivando milho, feijão e abóbora nos férteis solos do Vale de São Lourenço. Eles parecem ter sido posteriormente suplantados pela nação mohawk. Os inuítes até hoje continuam a pescar e caçar baleias e focas no severo clima ártico ao longo das costas da Baía de Hudson e da Baía de Ungava. Essas pessoas trocavam pele e comida e às vezes guerreavam com outras nações indígenas.

### Nova França

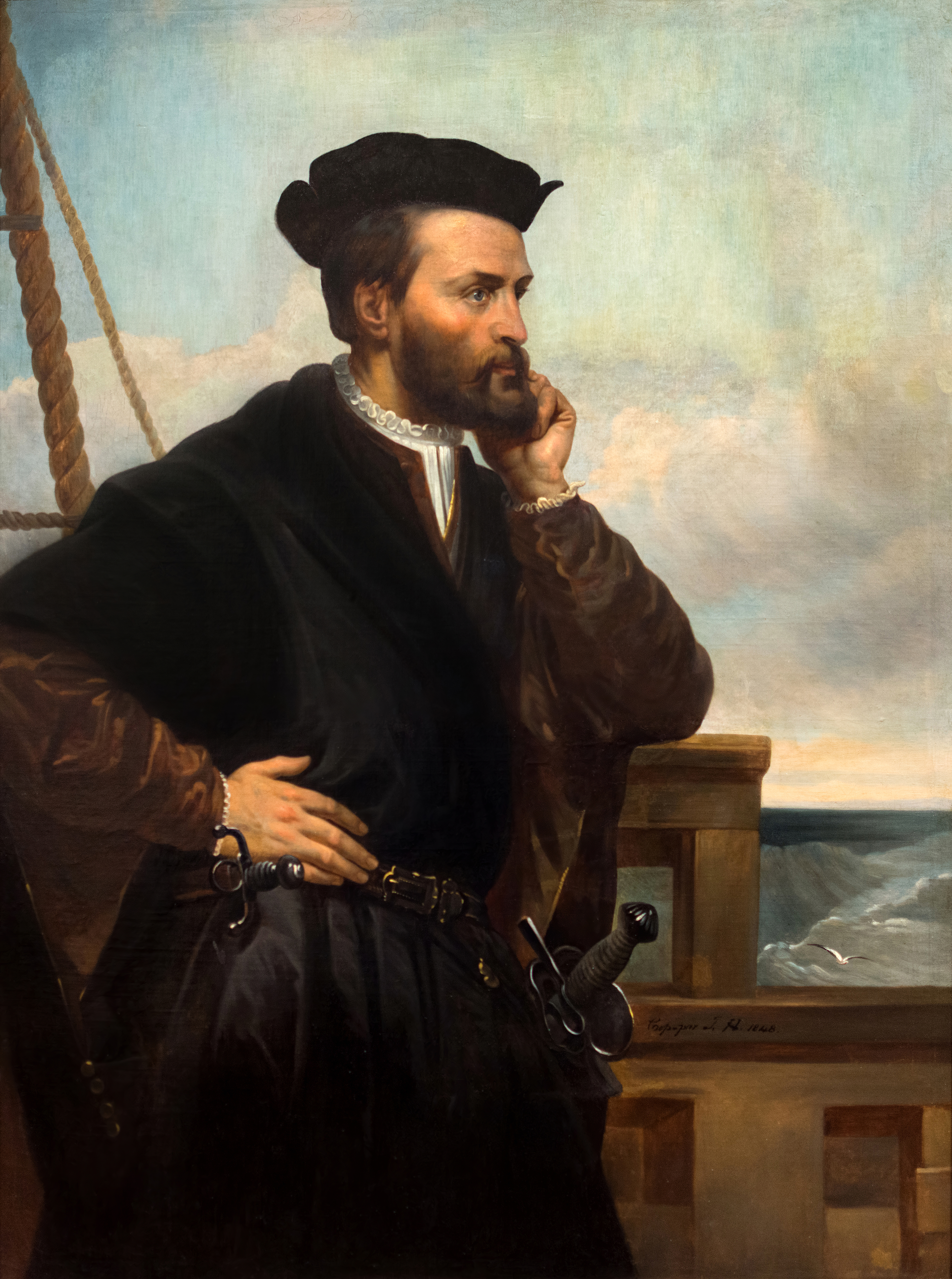
Uma representação de Jacques Cartier, de Théophile Hamel, 1844.

Por volta de 1522-1523, o navegador italiano Giovanni da Verrazzano persuadiu o rei Francisco I da França a encomendar uma expedição para encontrar uma rota ocidental para Catai (China). Em 1534, o explorador bretão Jacques Cartier plantou uma cruz na Península de Gaspé e reivindicou a terra em nome do rei Francisco I. Foi a primeira província da Nova França. No entanto, as tentativas iniciais francesas de colonizar a região tiveram um fracasso. Os navios de pesca franceses, no entanto, continuaram a navegar para a costa do Atlântico e para o rio São Lourenço, fazendo alianças com as Primeiras Nações que se tornariam importantes quando a França começasse a ocupar a terra.

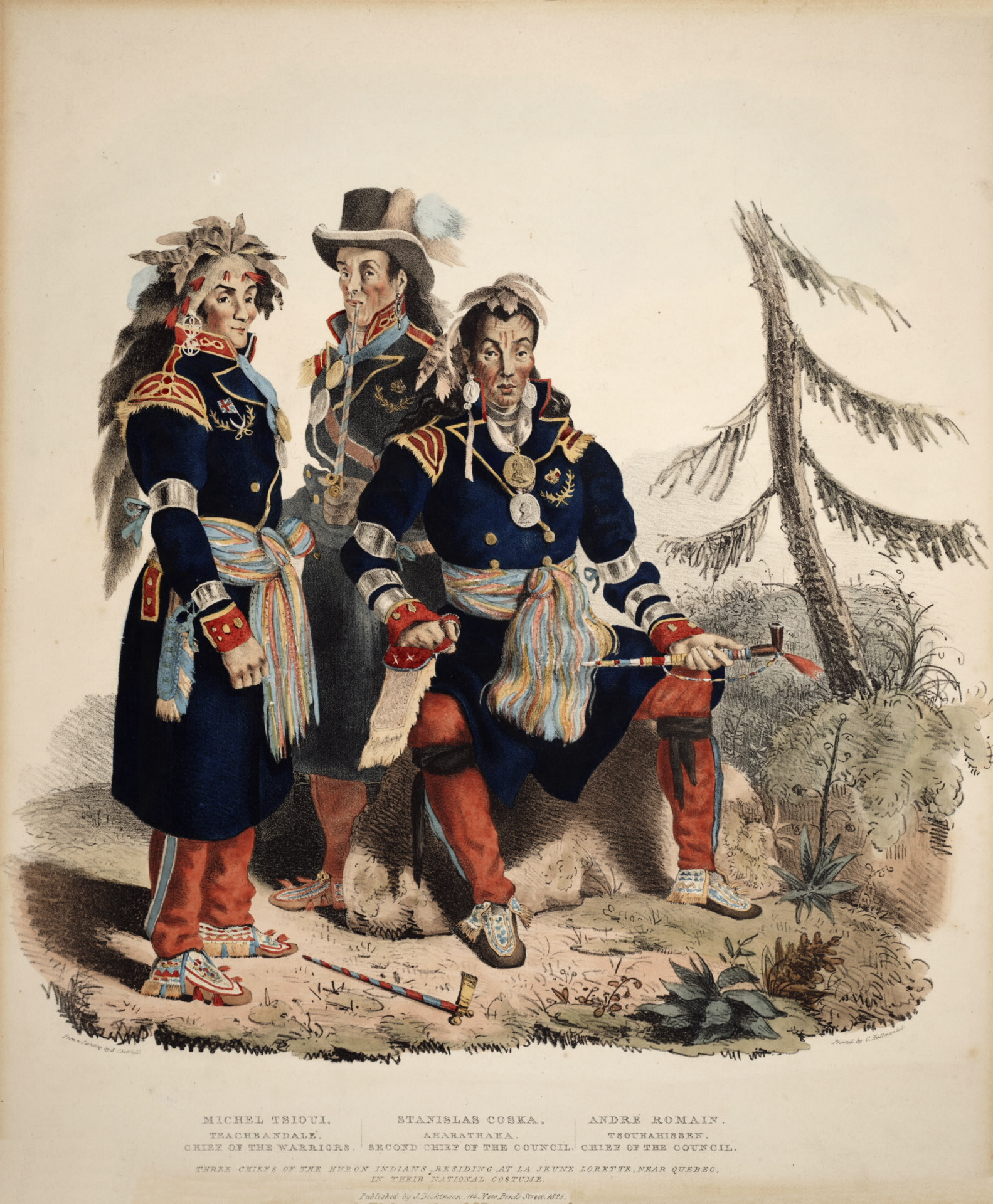
Três chefes da nação indígena dos hurões do Quebec. A Nova França tinha em grande parte relações pacíficas com os povos indígenas, como seus aliados, o hurões. Após a derrota dos hurões por seus inimigos mútuos, os iroqueses fugiram de Ontário para Quebec.

Samuel de Champlain fez parte de uma expedição de 1603 da França que viajou para o rio São Lourenço. Em 1608, ele retornou como chefe de um partido de exploração e fundou a cidade de Quebec com a intenção de tornar a área parte do império colonial francês. A Habitation de Québec de Champlain, construída como um posto permanente de comércio de pele, era onde ele iria forjar um comércio e, finalmente, uma aliança militar, com as nações algonquina e hurão. As Primeiras Nações trocavam peles por muitas mercadorias francesas, como objetos de metal, armas, álcool e roupas.
Coureurs des bois, voyageurs e missionários católicos usavam canoas para explorar o interior do continente norte-americano. Estabeleceram fortes de comércio de pele nos Grandes Lagos, na Baía de Hudson, no rio Ohio e rio Mississipi, bem como no rio Saskatchewan e no rio Missouri.
Depois de 1627, o rei Luís XIII da França permitiu que a Companhia da Nova França introduzisse o sistema senhorial e proibisse a colonização na Nova França por outros que não fossem católicos romanos.
Em 1629 houve a rendição do Quebec, sem batalha, a corsários ingleses liderados por David Kirke durante a Guerra Anglo-Francesa. No entanto, Samuel de Champlain argumentou que a tomada das terras pelos ingleses era ilegal, pois a guerra já havia terminado, ele trabalhou para que as terras voltassem para a França. Como parte das negociações em andamento de sua saída da Guerra Anglo-Francesa, em 1632 o rei inglês Charles concordou em devolver as terras em troca de que Luís XIII pagasse o dote de sua esposa. Estes termos foram assinados em lei com o Tratado de Saint-Germain-en-Laye. As terras no Quebec e na Acádia foram devolvidas à Companhia da Nova França.
A Nova França tornou-se uma província real em 1663 sob o rei Luís XIV da França com um Conselho Soberano que incluía o intendente Jean Talon. A população cresceu lentamente sob o domínio francês, assim permaneceu relativamente baixa, como o crescimento foi em grande parte alcançado através de nascimentos naturais, em vez de pela imigração. Para incentivar o crescimento da população e corrigir o grave desequilíbrio entre homens e mulheres solteiros, o rei Luís XIV patrocinou a passagem de aproximadamente 800 jovens francesas (conhecidas como les filles du roi) para a colônia. A maioria dos franceses do local eram agricultores, e a taxa de crescimento populacional entre os próprios colonos era muito alta.

### Guerra dos Sete Anos e capitulação da Nova França
As autoridades da Nova França se tornaram mais agressivas em seus esforços para expulsar comerciantes e colonos britânicos do Vale do Ohio. Eles começaram a construção de uma série de fortificações para proteger a área. Em 1754, George Washington lançou um ataque surpresa contra um grupo de soldados canadenses que dormia nas primeiras horas da manhã. Chegou numa época em que nenhuma declaração de guerra havia sido emitida por nenhum dos dois países. Esta agressão nas fronteiras preparou o cenário para a Guerra Franco-Indígena, uma designação dos Estados Unidos; no Canadá é geralmente chamada de a Guerra dos Sete Anos, embora os franco-canadenses a chamem de La guerre de la Conquête (em português: A Guerra da Conquista) na América do Norte. Em 1756, a França e a Grã-Bretanha estavam combatendo na Guerra dos Sete Anos em todo o mundo. Em 1758, os britânicos atacaram a Nova França por via marítima e tomaram o forte francês em Louisbourg.
Em 13 de setembro de 1759, as forças britânicas do general James Wolfe derrotaram as do general francês Louis-Joseph de Montcalm, nas planícies de Abraão, fora da cidade de Quebec. Com exceção das pequenas ilhas de São Pedro e Miquelão, localizadas na costa da Terra Nova, a França cedeu suas possessões norte-americanas à Grã-Bretanha através do Tratado de Paris (1763) em favor da conquista da ilha de Guadalupe por sua então lucrativa indústria canavieira. A Proclamação Real Britânica de 1763 renomeou o Canadá (parte da Nova França) como a província do Quebec.

### Ato de Quebec

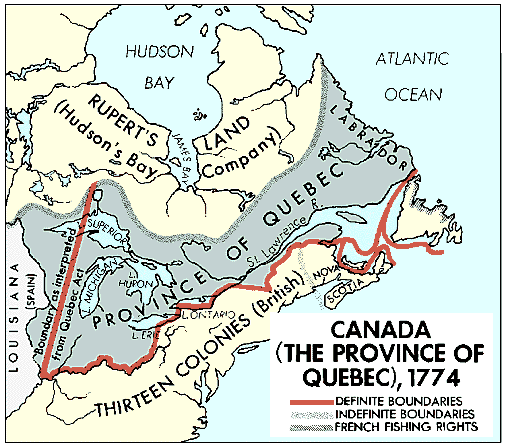
A província do Quebec em 1774

Com a agitação crescendo nas colônias ao sul, que um dia se tornaria a Revolução Americana, os britânicos estavam preocupados que os franco-canadenses pudessem apoiar a crescente rebelião. Naquela época, os franco-canadenses formaram a vasta maioria da população da província do Quebec (mais de 99%) e a imigração britânica não estava indo bem. Para garantir a lealdade dos cerca de 90 000 canadenses de língua francesa à coroa britânica, o primeiro governador James Murray e o último governador Guy Carleton promoveram a necessidade de mudança. Havia também uma necessidade de compromisso entre as demandas conflitantes dos súditos canadenses francófonos e os dos súditos britânicos recém-chegados. Esses esforços dos governadores coloniais acabaram resultando na promulgação do Ato de Quebec em 1774.
O Ato de Quebec proporcionou ao povo quebequense sua primeira Carta de Direitos e abriu o caminho para o posterior reconhecimento oficial da língua francesa e da cultura francesa na província. O ato também permitiu que os falantes de francês, conhecidos como "Canadiens", mantivessem a lei civil francesa e sancionassem a liberdade de religião, permitindo que a Igreja Católica Romana permanecesse, um dos primeiros casos na história da liberdade de prática religiosa sancionada pelo Estado.

### Efeitos da Revolução Americana
Embora o Ato de Quebec não tivesse relação com os acontecimentos de Boston em 1773 e não fosse considerado um dos Atos Intoleráveis, o momento de sua passagem levou os colonos britânicos ao sul a acreditar que fazia parte do programa puni-los. O Ato de Quebec ofendeu uma variedade de grupos de interesse nas colônias britânicas. Os especuladores de terras e colonos se opuseram à transferência de terras ocidentais anteriormente reivindicadas pelas colônias para um governo não representativo. Muitos temiam o estabelecimento do catolicismo no Quebec e que os franco-canadenses estavam sendo cortejados para ajudar a oprimir os americanos britânicos.

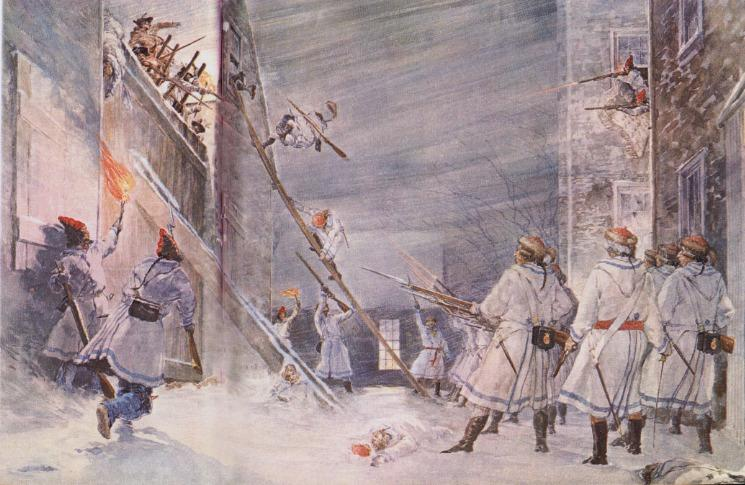
Defesa de Quebec de um ataque americano durante a Batalha de Quebec em dezembro de 1775.

Em 27 de junho de 1775, o general George Washington e seu exército continental invadiram o Canadá em uma tentativa de conquistar Quebec. Reforços britânicos subiram o rio São Lourenço em maio de 1776, e a Batalha de Trois-Rivières se transformou em um desastre para os americanos. O exército retirou-se para Ticonderoga. Embora tenha sido dada alguma ajuda aos americanos pelos habitantes locais, o governador de Carleton puniu os simpatizantes americanos e o apoio público à causa americana chegou ao fim. Em 1778, Frederick Haldimand substituiu Guy Carleton como governador do Quebec.
A chegada de 10 000 lealistas ao Quebec em 1784 destruiu o equilíbrio político que Haldimand (e Carleton antes dele) havia trabalhado tão duro para conseguir. O crescente número de ingleses encorajou-os a fazer maiores exigências de reconhecimento com o governo colonial. Para restaurar a estabilidade de sua maior colônia norte-americana remanescente, o rei George III enviou Carleton de volta a Quebec para remediar a situação.
Em dez anos, o Quebec passou por uma mudança dramática. O que tinha funcionado para Carleton em 1774 provavelmente não teve sucesso em 1784. Especificamente, não havia possibilidade de restaurar o equilíbrio político anterior, havia simplesmente muitos ingleses dispostos a negociar com os 145 mil canadenses ou seu governador colonial. A situação pedia uma abordagem mais criativa para resolver os problemas.

#### Separação da Província do Quebec

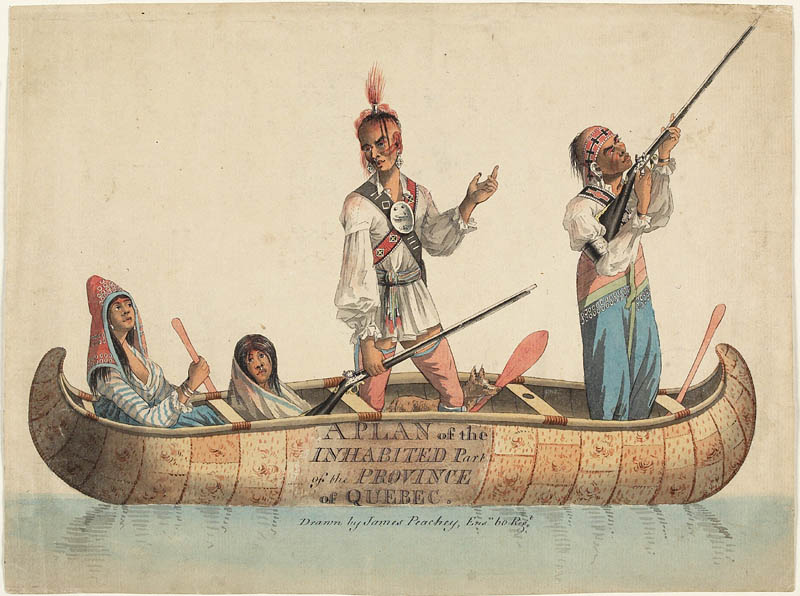
Um plano da parte habitada da província do Quebec, c. 1785 por James Peachey. Coleção Peter Winkworth. Biblioteca e Arquivos Canadá, e000756679

Os lealistas logo solicitaram que o governo fosse autorizado a usar o sistema legal britânico ao qual estavam acostumados nas colônias americanas. A criação do Alto e do Baixo Canadá, em 1791, permitiu que a maioria dos legalistas vivesse sob as leis e instituições britânicas, enquanto a população de língua francesa do Baixo Canadá podia manter sua conhecida lei civil francesa e a religião católica. Portanto, o governador Haldimand (por sugestão de Carleton) atraiu legalistas para longe da Cidade de Quebec e Montreal, oferecendo terra livre na costa norte do Lago Ontário para qualquer um que desejasse jurar lealdade a George III. Os legalistas receberam assim concessões de terra de 81 hectares por pessoa. Basicamente, essa abordagem foi projetada com a intenção de manter os falantes de francês e de inglês o mais distantes possível. Portanto, após a separação da província do Quebec, o Baixo Canadá e o Alto Canadá foram formados, cada um com seu próprio governo.

### Rebelião no Baixo Canadá

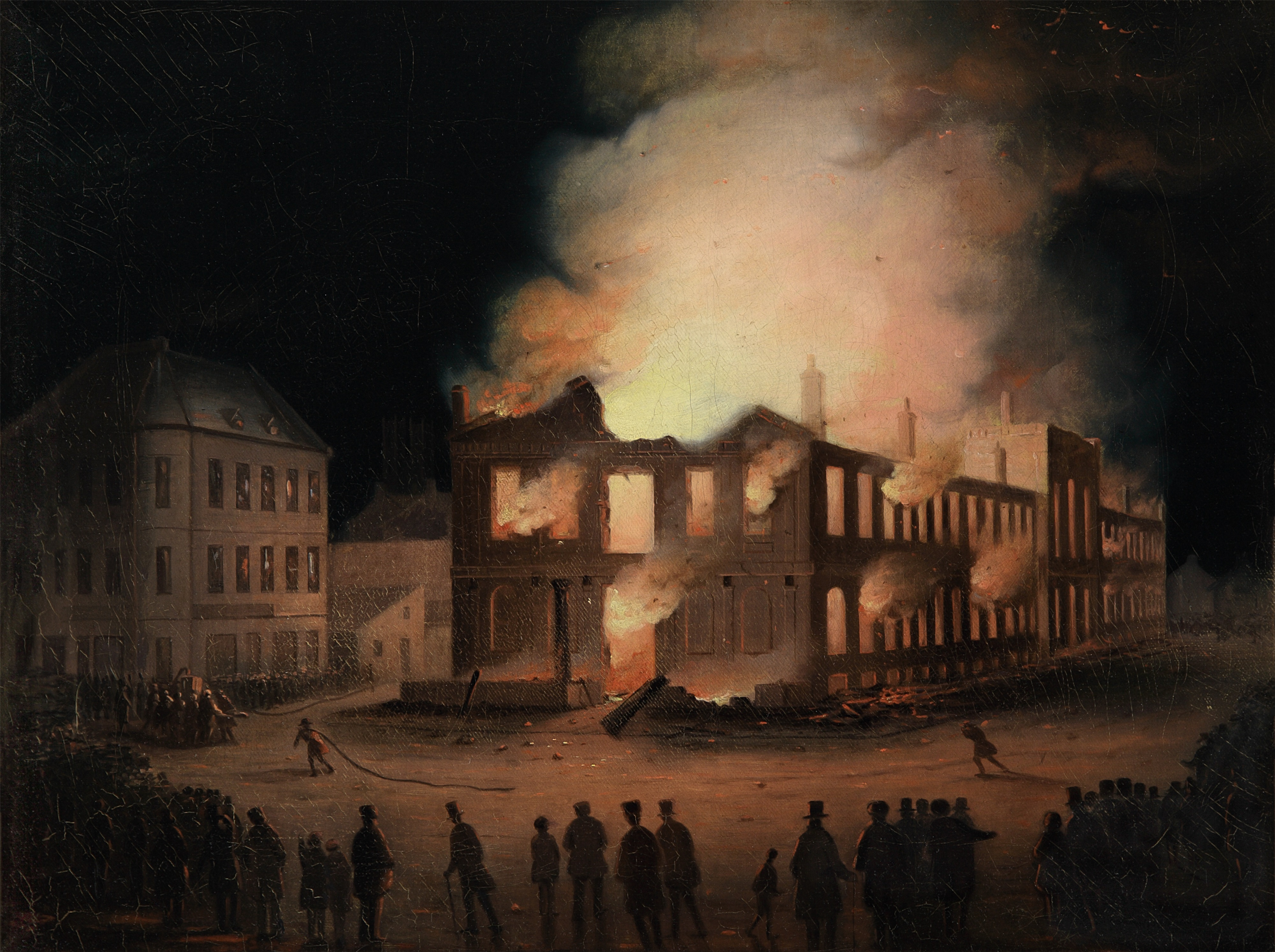
O incêndio dos Edifícios do Parlamento em Montreal ocorreu na noite de 25 de abril de 1849.

Em 1837, os moradores do Baixo Canadá (liderados por Louis-Joseph Papineau e Robert Nelson) formaram um grupo de resistência armada para buscar o fim do controle unilateral dos governantes britânicos. Eles fizeram uma Declaração de Direitos com igualdade para todos os cidadãos sem discriminação e uma Declaração de Independência do Baixo Canadá em 1838. Suas ações resultaram em rebeliões no Baixo e no Alto Canadá. Um exército britânico despreparado teve que mobilizar a milícia; as forças rebeldes conseguiram uma vitória em Saint-Denis, mas logo foram derrotadas.
Após as rebeliões, Lord Durham foi convidado a realizar um estudo e preparar um relatório sobre o assunto e oferecer uma solução para o Parlamento Britânico avaliar. Após o relatório de Durham, o governo britânico fundiu as duas províncias coloniais na chamada Província do Canadá em 1840 com o Ato de União. As duas colônias permaneceram distintas em administração, eleição e leis.
Em 1848, Baldwin e LaFontaine, aliados e líderes do Partido Reformista, foram convidados por Lord Elgin para formar uma administração juntos sob a nova política de governo responsável. A língua francesa posteriormente recuperou o status legal no Legislativo.

### Confederação canadense
Na década de 1860, os delegados das colônias da América do Norte Britânica (que incluía o Canadá, Novo Brunswick, Nova Escócia, Ilha do Príncipe Eduardo e Terra Nova) reuniram-se em uma série de conferências para discutir o status autogovernado de uma nova confederação. A primeira Conferência de Charlottetown teve lugar em Charlottetown, na Ilha do Príncipe Eduardo, seguida pela Conferência de Quebec na Cidade de Quebec, que levou a uma delegação indo a Londres na Inglaterra, para apresentar uma proposta de união nacional.
Como resultado dessas deliberações, em 1867, o Parlamento do Reino Unido aprovou os Atos da América do Norte Britânica, prevendo a confederação da maioria dessas províncias. A antiga Província do Canadá foi dividida em duas partes anteriores, que se tornaram as províncias de Ontário (Canadá Superior) e Quebec (Canadá Inferior). Novo Brunswick e Nova Escócia juntaram-se a Ontário e Quebec no novo Domínio do Canadá. As outras províncias então se juntaram à Confederação, uma após a outra: Manitoba e os Territórios do Noroeste em 1870, Colúmbia Britânica em 1871, Ilha do Príncipe Eduardo em 1873, Yukon em 1898, Alberta e Saskatchewan em 1905, Terra Nova em 1949 e finalmente Nunavut em 1999.

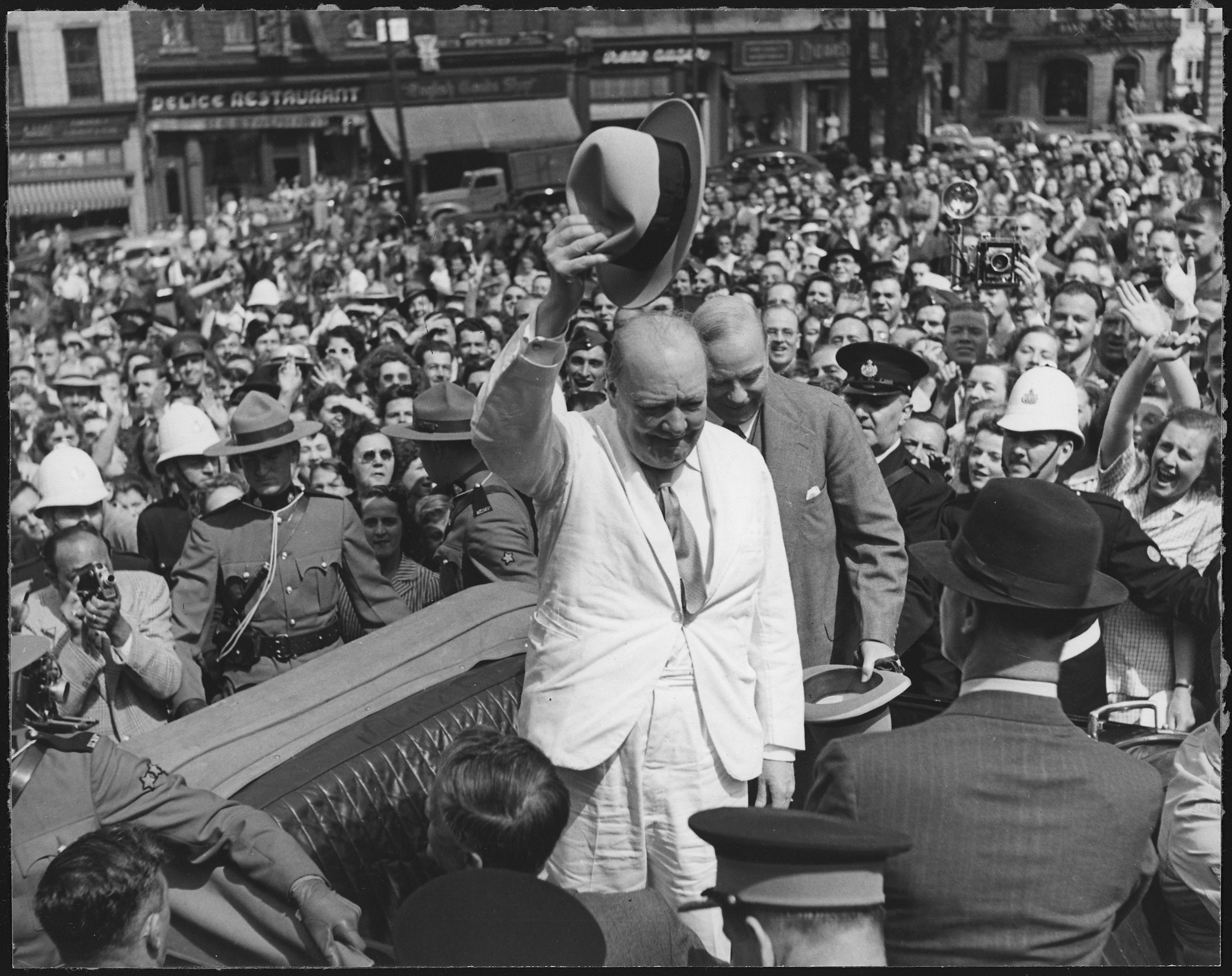
Winston Churchill na Cidade de Quebec em 1943.

### Primeira e Segunda Guerra Mundial
Quando o Reino Unido declarou guerra em 4 de agosto de 1914, o Canadá foi automaticamente envolvido por ser um domínio. Cerca de seis mil voluntários do Quebec participaram da frente europeia. Embora a reação ao alistamento fosse favorável na parte inglesa do Canadá, a ideia era profundamente impopular no Quebec. A crise de recrutamento de 1917 fez muito para destacar as divisões entre os canadenses de língua francesa e inglesa.
Durante a Segunda Guerra Mundial, a participação do Quebec foi mais importante, mas levou à crise de recrutamento de 1944 e à oposição. Muitos quebequenses lutaram contra o poder do eixo entre 1939 e 1945 com o envolvimento de muitos regimentos francófonos, como Les Fusiliers Mont-Royal, o Régiment de la Chaudière e muitos mais.

### Revolução Tranquila

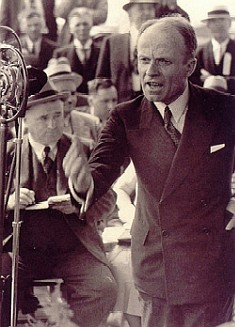
Adélard Godbout implementou um programa de legislação progressista que estabeleceu as bases para a Revolução Tranqüila

O governo conservador de Maurice Duplessis e sua Union Nationale dominaram a política do Quebec de 1944 a 1959 com o apoio da Igreja Católica. Pierre Trudeau e outros liberais formaram uma oposição intelectual ao regime de Duplessis, estabelecendo as bases para a Revolução Tranquila sob os liberais de Jean Lesage. A Revolução Tranquila foi um período de dramática mudança social e política que viu o declínio da anglo-supremacia na economia do Quebec, o declínio da influência da Igreja Católica Romana, a formação de companhias hidroelétricas sob a Hydro-Québec, além do surgimento de um movimento pró-soberania sob o governo do ex-ministro liberal René Lévesque.

#### Crise de Outubro
A partir de 1963, um grupo paramilitar que ficou conhecido como Front de libération du Québec (FLQ) lançou um programa de propaganda e terrorismo de uma década que incluía atentados a bomba, assaltos e ataques dirigidos principalmente a instituições inglesas, resultando em pelo menos cinco mortes. Em 1970, suas atividades culminaram em eventos referidos como a Crise de Outubro, quando James Cross, o comissário de comércio britânico para o Canadá, foi sequestrado juntamente com Pierre Laporte, um ministro provincial e vice-premier. Laporte foi estrangulado com seu próprio rosário alguns dias depois. Em seu manifesto publicado, os militantes declararam: "No próximo ano, Bourassa terá que enfrentar a realidade; 100 000 trabalhadores revolucionários, armados e organizados". A pedido do premier Robert Bourassa, o primeiro-ministro Pierre Trudeau invocou o Ato de Medidas de Guerra.

### Partido Quebequense e unidade nacional
Em 1977, o recém-eleito governo do Partido Quebequense de René Lévesque apresentou a Carta da Língua Francesa, que definiu o francês como a única língua oficial do Quebec em áreas de jurisdição provincial.

Lévesque e seu partido participaram das eleições de 1970 e de 1973 no Quebec, sob uma plataforma que separaria o Quebec do resto do Canadá. O partido não conseguiu ganhar o controle da Assembleia Nacional do Quebec ambas as vezes (embora sua parcela de votos tenha aumentado de 23% para 30%) e Lévesque foi derrotado em ambas as vezes nas eleições que ele disputou. Na campanha eleitoral de 1976, ele suavizou sua mensagem prometendo um referendo (plebiscito) sobre a associação de soberania em vez da separação total, pela qual Quebec teria independência na maioria das funções do governo, mas compartilharia algumas outras, como uma moeda comum, com o resto do Canadá. Em 15 de novembro de 1976, Lévesque e o Partido Quebequense conquistaram o controle do governo provincial pela primeira vez. A questão da soberania-associação foi colocada antes dos eleitores no referendo do Quebec em 1980. Durante a campanha, Pierre Trudeau prometeu em uma votação dizer "não" a um voto para reformar o Canadá. Trudeau defendeu a patriação da Constituição do Canadá no Reino Unido. O documento constitucional existente, a Lei Britânica da América do Norte, só poderia ser alterada pelo Parlamento do Reino Unido a pedido do Parlamento Canadense.

Os resultados do referendo do Quebec de 1995 por distrito. Vermelho escuro significa majoritariamente "não", enquanto azul escuro significa majoritariamente "sim".

Sessenta por cento do eleitorado do Quebec votou contra a proposta de associação de soberania. As pesquisas mostraram que a esmagadora maioria dos quebequenses ingleses e imigrantes votaram contra, e que os quebequenses franceses estavam quase igualmente divididos, com os eleitores mais velhos menos favoráveis e os eleitores mais jovens mais a favor. Após sua derrota no plebiscito, Lévesque voltou a Ottawa para começar a negociar uma nova constituição com Trudeau, seu ministro da Justiça Jean Chrétien e os outros nove primeiros provinciais. Lévesque insistiu que Quebec fosse capaz de vetar quaisquer futuras emendas constitucionais. As negociações rapidamente chegaram a um impasse. Quebec é a única província que não concordou com a patriação da Constituição Canadense em 1982.
Nos anos seguintes, duas tentativas foram feitas para obter a aprovação do Quebec para a constituição. O primeiro foi o Acordo do Lago Meech de 1987, que foi finalmente abandonado em 1990, quando a província de Manitoba não o passou dentro do prazo estabelecido. O premier de Terra Nova, Clyde Wells, expressou sua oposição ao acordo, mas, com o fracasso em Manitoba, o voto a favor ou contra Meech nunca ocorreu em sua província. Isso levou à formação do Partido Soberano do Bloco Quebequense em Ottawa sob a liderança de Lucien Bouchard, que havia renunciado ao gabinete federal. A segunda tentativa, o Acordo de Charlottetown de 1992, também não conseguiu ganhar força. Este resultado causou uma cisão no Partido Liberal do Quebec que levou à formação do novo partido Ação Democrática liderado por Mario Dumont e Jean Allaire.
Em 30 de outubro de 1995, com o Partido Quebequense de volta ao poder desde 1994, ocorreu um segundo referendo sobre a soberania. Desta vez, foi rejeitado por uma pequena maioria (50,6% votaram NÃO e 49,4% votaram SIM).

### Status especial
Dada a herança da província e a influência do francês (única entre as províncias canadenses), tem havido debates no Canadá sobre o status único (statut particulier) do Quebec e seu povo, total ou parcialmente. Tentativas anteriores de emendar a constituição canadense para reconhecer Quebec como uma "sociedade distinta" (referindo-se à singularidade da província dentro do Canadá em relação a lei, idioma e cultura) não tiveram sucesso, no entanto, o governo federal do primeiro-ministro Jean Chrétien endossaria mais tarde o reconhecimento do Quebec como uma sociedade distinta.
Em 30 de outubro de 2003, a Assembleia Nacional do Quebec votou unanimemente para afirmar "que o povo do Quebec forma uma nação". Em 27 de novembro de 2006, a Câmara dos Comuns aprovou uma moção simbólica movida pelo primeiro-ministro Stephen Harper declarando "que esta Câmara reconhece que os quebequenses formam uma nação dentro de um Canadá unido". No entanto, há um debate considerável e incerteza sobre o que isso quer dizer.

## Geografia

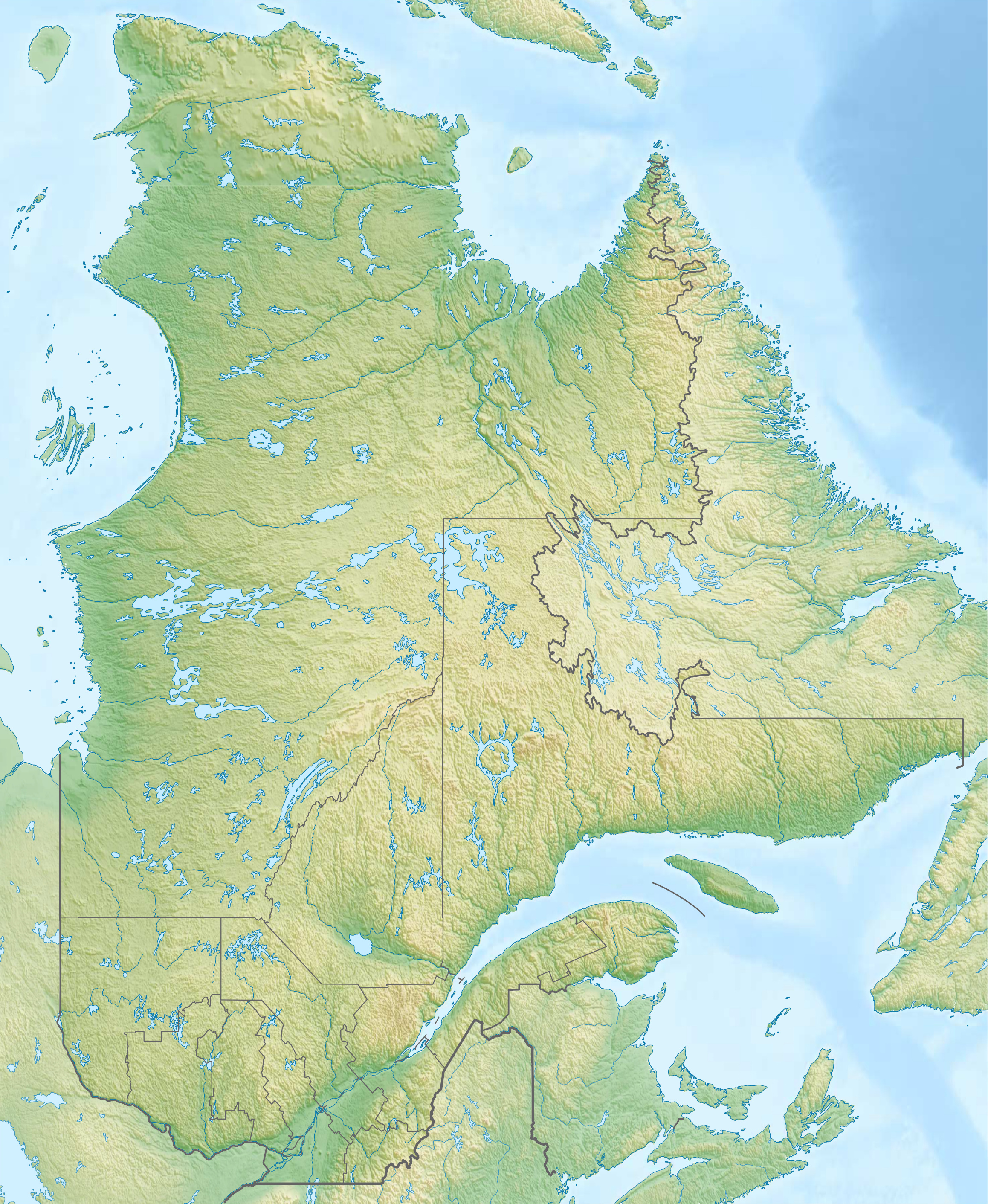
Mapa do Quebec

Localizado na parte leste do Canadá, e (de uma perspectiva histórica e política) parte do Canadá Central, o Quebec ocupa um território quase três vezes do tamanho da França ou do Texas, a maioria dos quais é muito pouco povoada. Sua topografia é muito diferente de uma região para outra devido à composição variada do solo, o clima (latitude e altitude) e a proximidade com a água. A planície de São Lourenço e os Apalaches são as duas principais regiões topográficas no sul do Quebec, enquanto o Escudo Canadense ocupa a maior parte do centro e do norte da província.

### Hidrografia
Quebec tem uma das maiores reservas mundiais de água doce, ocupando 12% de sua superfície. Tem 3% da água doce renovável do mundo e apenas 0,1% da sua população. Mais de 500 mil lagos, incluindo 30 com uma área superior a 250 quilômetros quadrados, e 4 500 rios que despejam suas torrentes no Oceano Atlântico, através do Golfo de São Lourenço e do Oceano Ártico, e pelas baías de James, Hudson e Ungava. O maior corpo de água do interior da província é o Reservatório de Caniapiscau, criado na realização do Projeto da Baía de James para produzir energia hidrelétrica. O lago Mistassini é o maior lago natural do Quebec.

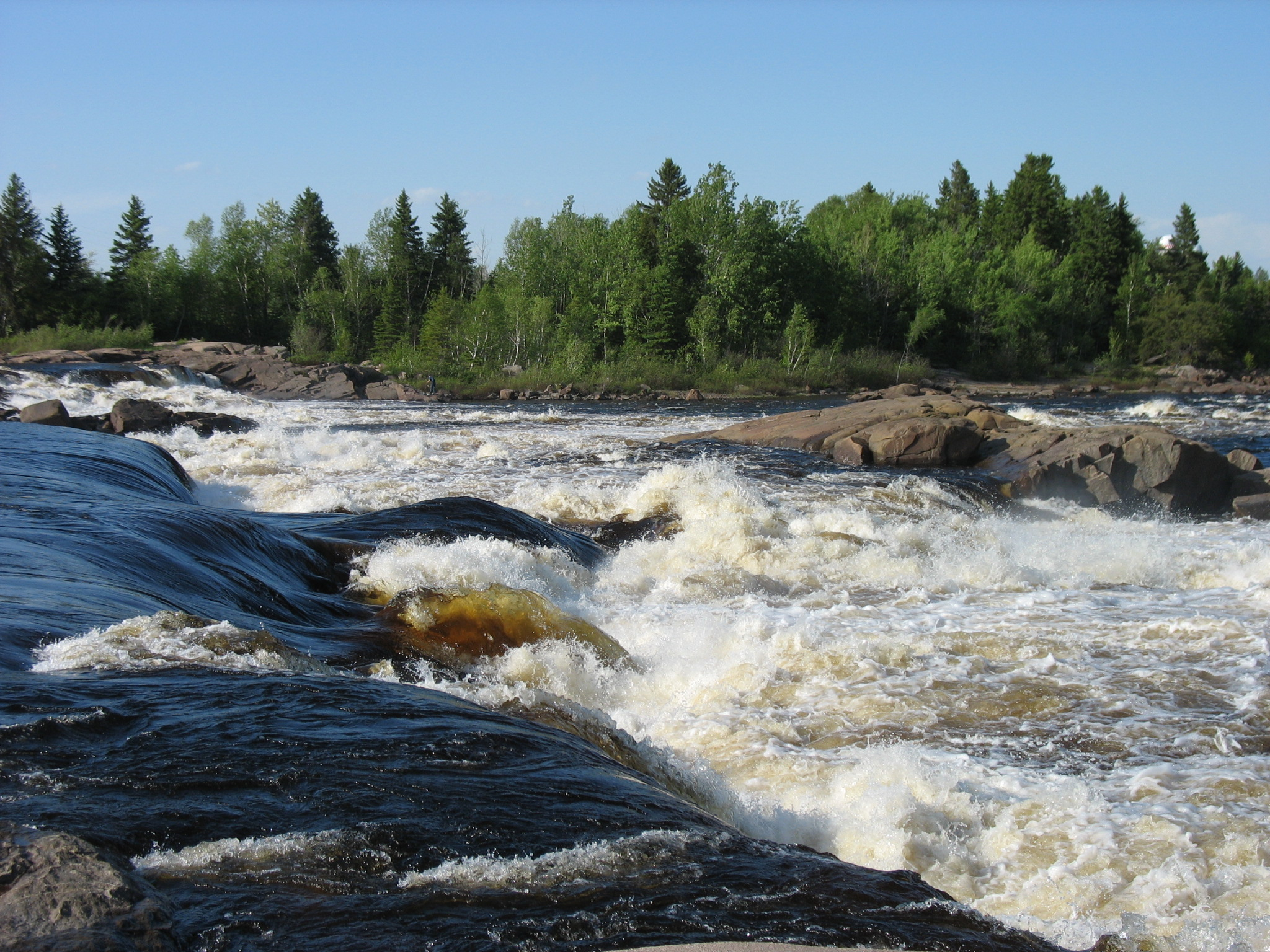
Quedas d'água de Michel no rio Ashuapmushuan em Saint-Félicien e Saguenay-Lac-Saint-Jean.

O rio São Lourenço tem alguns dos maiores portos continentais do Atlântico, em Montreal (a maior cidade da província), Trois-Rivières e Cidade de Quebec (a capital). Seu acesso ao Oceano Atlântico e ao interior da América do Norte fez dele a base da exploração e da colonização francesa nos séculos XVII e XVIII. Desde 1959, o canal de São Lourenço fornece uma ligação navegável entre o Oceano Atlântico e os Grandes Lagos. A nordeste da Cidade de Quebec, o rio se expande para o maior estuário do mundo, o local de alimentação de inúmeras espécies de baleias, peixes e aves marinhas. O rio desagua no Golfo de São Lourenço. Este ambiente marinho sustenta a pesca e portos menores nas regiões de Bas-Saint-Laurent, Côte-Nord e Gaspé. O rio São Lourenço com o seu estuário constituiu a base do desenvolvimento do Quebec através dos séculos.

### Topografia

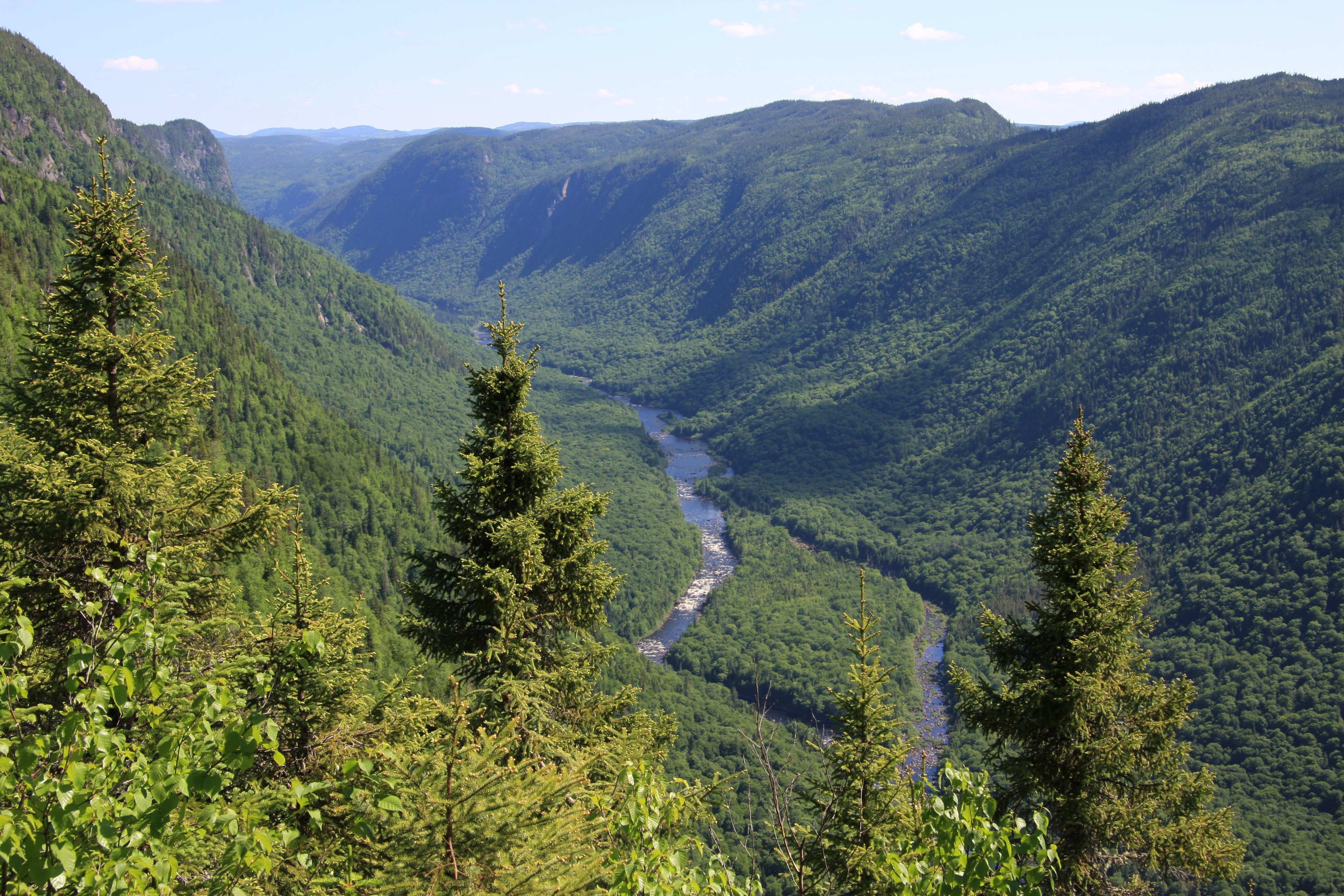
Rio Jacques-Cartier

O ponto mais alto do Quebec, a 1652 metros de altitude, é o Mont d'Iberville, localizado na fronteira com Terra Nova e Labrador, na parte nordeste da província. A região fisiográfica mais populosa é a Basses-terres du Saint-Laurent, que se estende para nordeste a partir da porção sudoeste da província ao longo das margens do rio São Lourenço até a região da Cidade de Quebec, limitada ao norte pelos Montes Laurentides e ao sul pelos Apalaches. Abrange principalmente as áreas de Centre-du-Québec, Laval, Montérégie e Montreal, e as regiões do sul de Capitale-Nationale, Lanaudière, Laurentides e Mauricie, inclui a ilha Anticosti e outras pequenas ilhas, além da ecorregião das florestas baixas do Golfo de São Lourenço. Sua paisagem é baixa e plana, exceto por afloramentos ígneos isolados perto de Montreal, antigamente cobertos pelas águas do Lago Champlain. As colinas de Oka também se erguem da planície. Geologicamente, as terras baixas formavam um vale há cerca de 100 milhões de anos e são propensas a terremotos frequentes e significativos. As camadas mais recentes de rochas sedimentares foram formadas no leito marinho do antigo mar no final da última era glacial, cerca de 14 000 anos atrás. A combinação de solos ricos e facilmente aráveis e o clima relativamente quente dessa parte do Quebec faz deste vale a área agrícola mais prolífica da província. As florestas fornecem a maior parte da safra de xarope de bordo da primavera no Canadá. A parte rural da paisagem é dividida em trechos de terra retangulares estreitos que se estendem do rio e remontam do século XVII.

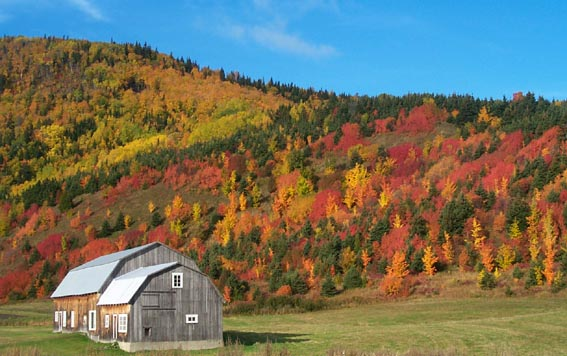
Paisagem de outono na Península de Gaspé

Mais de 95% do território do Quebec fica no Escudo Canadense. Geralmente, é um terreno montanhoso bastante plano e exposto, intercalado com pontos mais altos, como os Montes Laurentides, no sul do Quebec, as montanhas Otish, no centro do Quebec, e as montanhas Torngat, perto da Baía de Ungava. A topografia do Escudo foi moldada por glaciares das sucessivas eras glaciais, o que explica os depósitos glaciais de pedregulhos, cascalho e areia, e por água do mar e lagos pós-glaciais que deixaram para trás depósitos espessos de argila em partes do Escudo. O Escudo Canadense também possui uma complexa rede hidrológica de talvez um milhão de lagos, pântanos, córregos e rios. É rica em recursos florestais, minerais e hidrelétricos que são um dos pilares da economia do Quebec. Indústrias primárias sustentam pequenas cidades nas regiões de Abitibi-Témiscamingue, Saguenay-Lac-Saint-Jean e Côte-Nord.

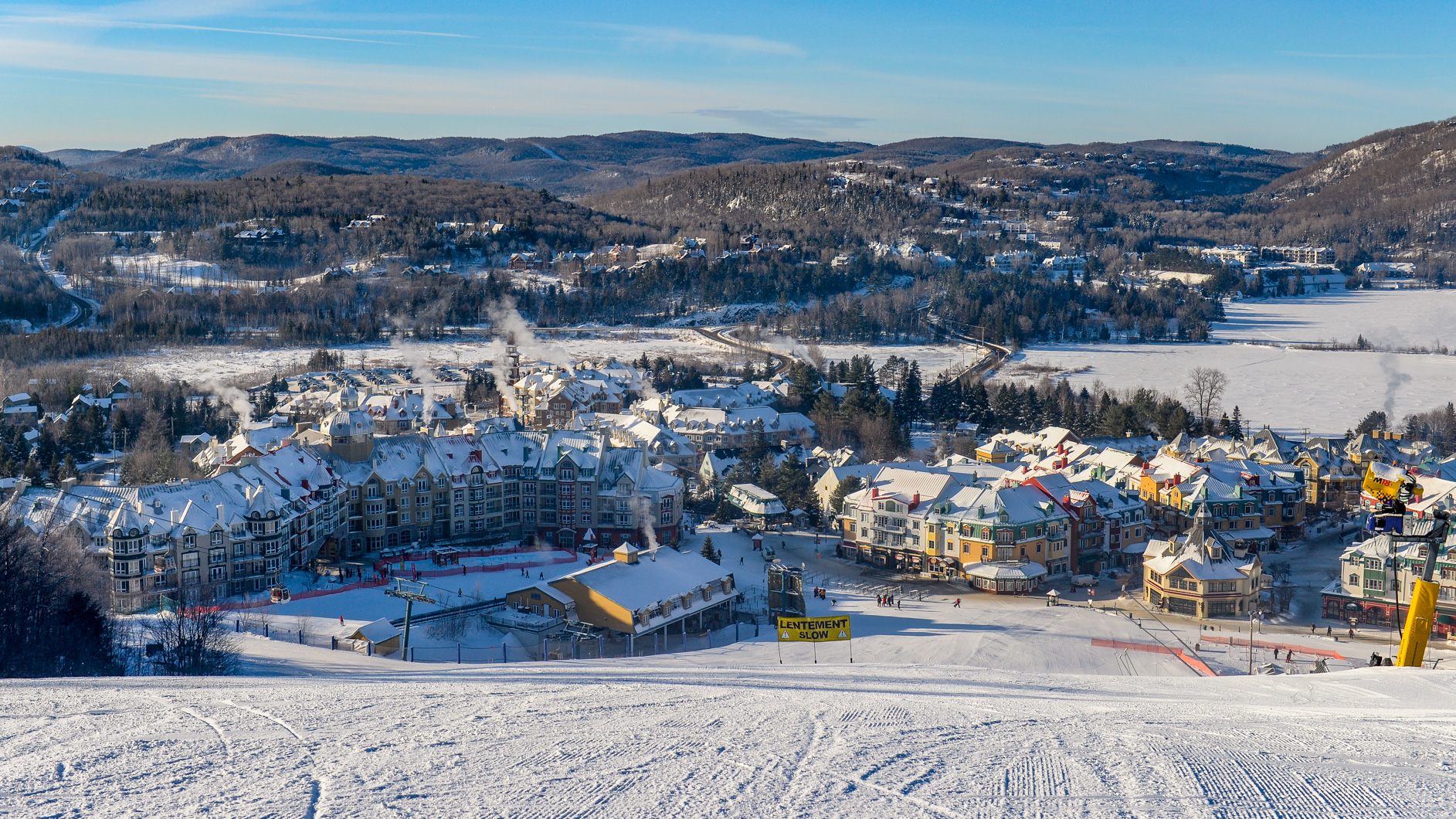
Resorte Mont Tremblant, nos Montes Laurentides.

A Península do Labrador é coberta pelo Escudo Canadense, pontilhada por montanhas como as montanhas Otish. A Península de Ungava é composta principalmente pelas montanhas D'Youville, montanhas Puvirnituq e pela cratera Pingualuit. Enquanto a altitude baixa e média predomina no oeste do Quebec até o extremo norte, altas montanhas emergem na região da Capitale-Nationale para o extremo leste, ao longo de sua longitude. Na porção da Península do Labrador, a região do extremo norte de Nunavik inclui a Península de Ungava e consiste de tundra ártica plana, que é habitada principalmente pelos povos inuítes. Mais ao sul estão a taiga subártica e a floresta boreal do Escudo Central, onde abetos, pinheiros e choupos fornecem matéria-prima para as indústrias de papel, celulose e de madeira do Quebec. Embora a área seja habitada principalmente pelas Primeiras Nações dos povos cree, naskapi e innu, milhares de trabalhadores temporários residem em Radisson para atender ao maciço Projeto Hidrelétrico da Baía de James nos rios La Grande e Eastmain. A porção sul do Escudo se estende até os montes Laurentides, uma cadeia de montanhas ao norte, que atrai turistas locais e internacionais para colinas de esqui e resorts à beira de lagos.
A região dos Apalaches do Quebec tem uma estreita faixa de montanhas antigas ao longo da fronteira sudeste da província. Os Apalaches são na verdade uma enorme cadeia que se estende do Alabama até a Terra Nova. No meio, atravessa Quebec cerca de 800 quilômetros, das colinas de Montérégie até a Península Gaspé. No oeste do Quebec, a altitude média é de cerca de 500 metros, enquanto na Península de Gaspé, os picos dos Apalaches estão entre os mais altos do Quebec, excedendo os 1 000 metros.

### Clima

Tipos climáticos do Quebec segundo Köppen.

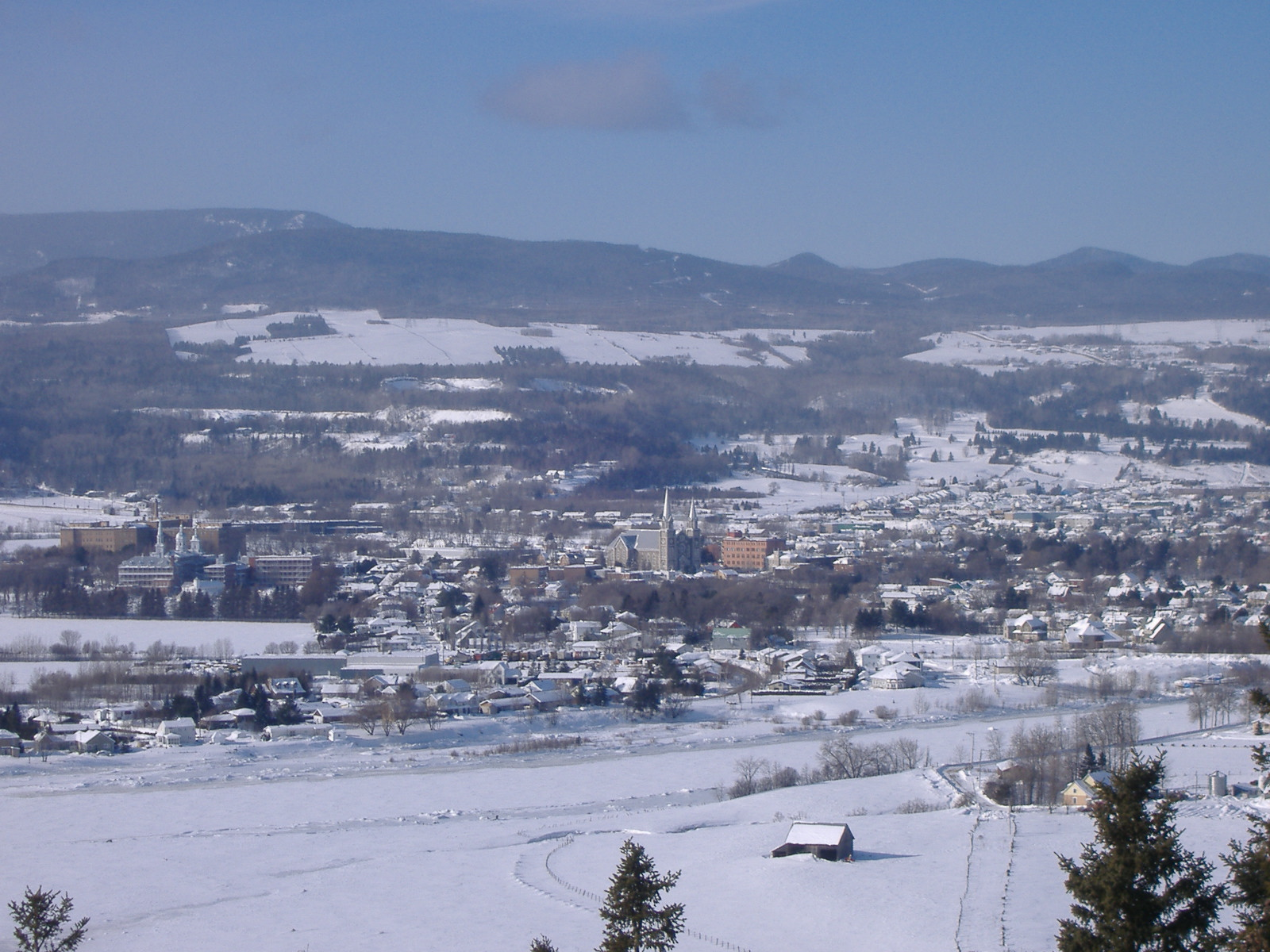
Baie-Saint-Paul durante o inverno.

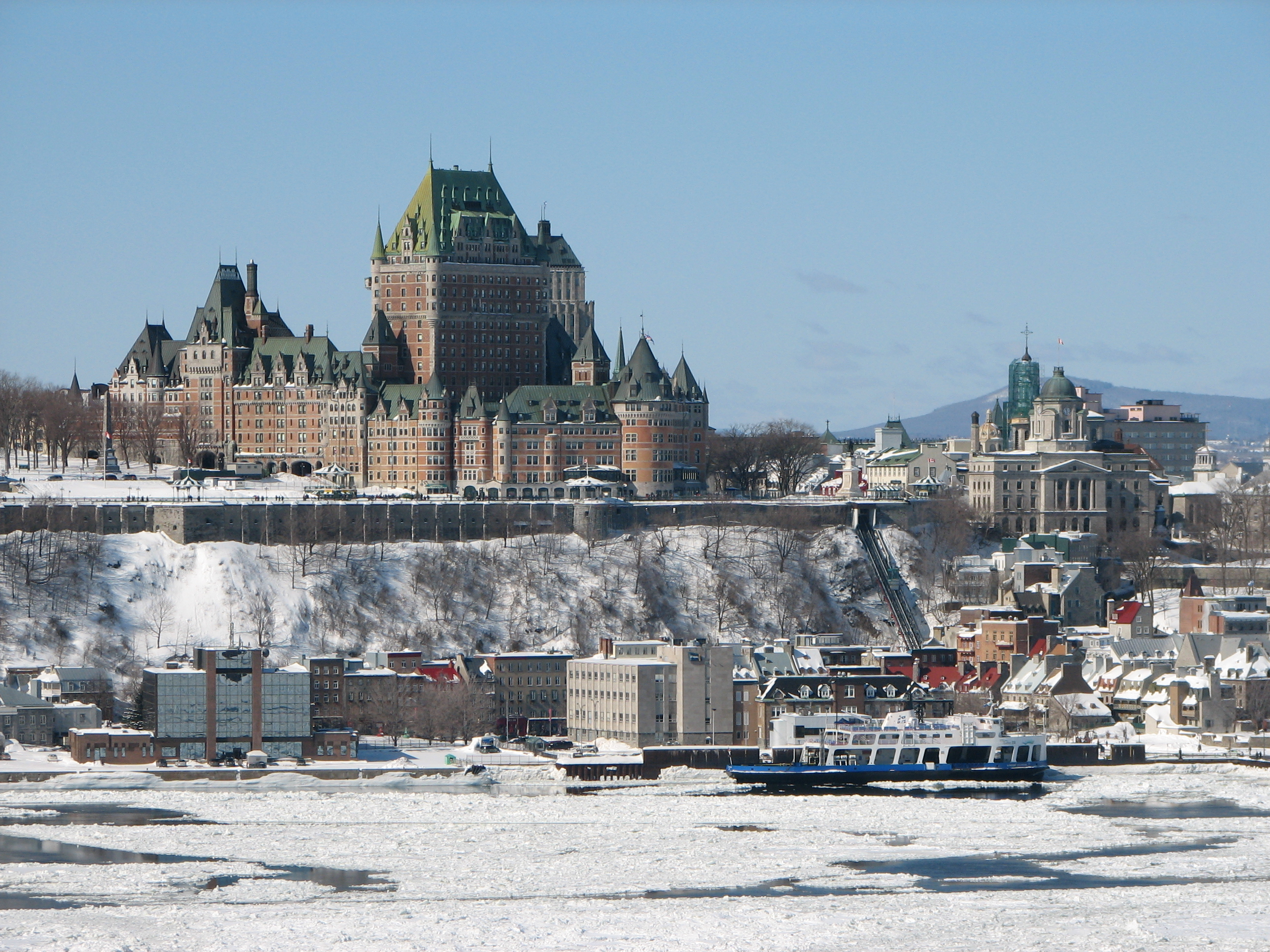
Cidade de Quebec, no inverno.

A província do Quebec possui três regiões climáticas principais. O sul e o oeste do Quebec, incluindo a maioria dos principais centros populacionais, têm um clima continental úmido (tipo Dfb na classificação climática de Köppen) com quatro estações definidas, com temperaturas frescas e ocasionalmente verões quentes e úmidos e invernos frequentemente muito frios e com muita neve. As principais influências climáticas são as do oeste e do norte do Canadá, que se movem para o leste, e as do sul e centro dos Estados Unidos que se movem para o norte. Devido à influência de ambos os sistemas de tempestades do centro da América do Norte e do Oceano Atlântico, a precipitação é abundante ao longo do ano, com a maioria das áreas recebendo mais de 1 000 milímetros de precipitação, incluindo mais de 300 centímetros de neve em muitas áreas. Durante o verão, padrões climáticos severos (como tornados e trovoadas severas) ocorrem ocasionalmente. A maior parte do centro do Quebec tem um clima subártico (tipo Dfc segundo Köppen), onde os invernos são longos, muito frios e nevados, e estão entre os mais frios no leste do Canadá, enquanto os verões são quentes, mas muito curtos, devido à maior latitude e à maior influência das massas de ar do Ártico. A precipitação também é um pouco menor do que mo sul, exceto em algumas das elevações mais altas. As regiões do norte do Quebec têm um clima de tundra (tipo ET, segundo Köppen), com invernos muito frios e verões curtos e frios. As principais influências nesta região são as correntes do Oceano Ártico (como a Corrente de Labrador) e as massas de ar continentais do Alto Ártico.
As quatro estações do calendário no Quebec são primavera, verão, outono e inverno, com condições diferentes por região. Elas são então diferenciadas de acordo com a insolação, temperatura e precipitação de neve e chuva.
Na Cidade de Quebec, a duração da luz do dia varia entre 8h37 em dezembro e 15h50 em junho, a variação anual é muito maior (de 4h54 às 19h29) no extremo norte da província. De zonas temperadas aos territórios do Extremo Norte, o brilho varia com a latitude, assim como também depende das auroras e o sol da meia-noite.
Quebec é dividido em quatro zonas climáticas: ártica, subártica, continental úmida e leste marítima. Do sul ao norte, as temperaturas médias variam no verão entre 25 e 5 °C e, no inverno, entre –10 e –25 °C. Em períodos de calor e frio intensos, as temperaturas podem chegar a 35 °C no verão e −40 °C durante o inverno no Quebec, elas podem variar dependendo do ambiente, humidade e resfriamento do vento.
O recorde da maior precipitação de inverno de todos os tempos foi registrado no inverno de 2007–2008, com mais de cinco metros de neve em áreas da Cidade de Quebec, enquanto a quantidade média recebida por inverno é de cerca de três metros. Em março de 1971, no entanto, viu-se a "tempestade de neve do século" com mais de 40 centímetros em Montreal e 80 centímetros em muitas regiões do sul do Quebec em um período de 24 horas. Além disso, o inverno de 2010 foi o mais quente e seco registrado em mais de 60 anos.
| Local            | Julho  | Julho  | Janeiro | Janeiro |
| Local            | Mínima | Máxima | Mínima  | Máxima  |
| ---------------- | ------ | ------ | ------- | ------- |
| Montreal         | 16 °C  | 26 °C  | −14 °C  | −5 °C   |
| Gatineau         | 15 °C  | 26 °C  | −15 °C  | −6 °C   |
| Cidade de Quebec | 13 °C  | 25 °C  | −18 °C  | −8 °C   |
| Trois-Rivières   | 14 °C  | 25 °C  | −17 °C  | −7 °C   |
| Sherbrooke       | 11 °C  | 24 °C  | −18 °C  | −6 °C   |
| Saguenay         | 12 °C  | 24 °C  | −21 °C  | −10 °C  |
| Matagami         | 9 °C   | 23 °C  | −26 °C  | −13 °C  |
| Kuujjuaq         | 6 °C   | 17 °C  | −29 °C  | −20 °C  |
| Inukjuak         | 5 °C   | 13 °C  | −28 °C  | −21 °C  |

## Ecologia

### Fauna
A vida selvagem terrestre de grande porte é composta principalmente por veados-de-cauda-branca, alces, bois-almiscarados, renas, ursos-negros e ursos-polares. A vida selvagem de porte médio inclui o puma, o coiote, o lobo oriental, o lince, a raposa do ártico, a raposa-vermelha, etc. Os pequenos animais vistos incluem mais comumente o esquilo-cinzento, a lebre-americana, a marmota, o gambá, o guaxinim, o esquilo e o castor-canadense.

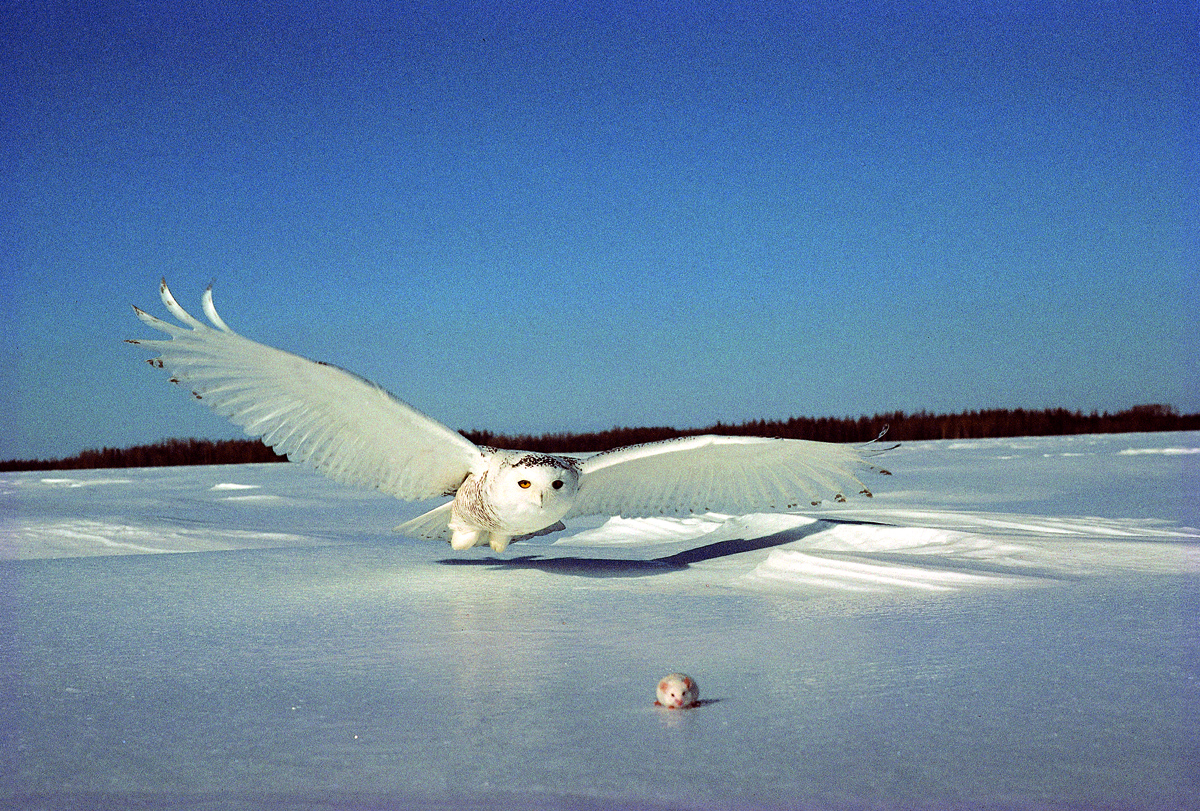
A coruja-das-neves, é um ave oficial no Quebec

A biodiversidade do estuário e do Golfo do Rio São Lourenço consiste em uma fauna de mamíferos aquáticos, dos quais a maioria sobe pelo estuário do Parque Nacional Marítimo Saguenay - São Lourenço até a Île d'Orléans, como a baleia-azul, a beluga, a baleia-anã e a foca. Entre os animais marinhos nórdicos, dois são particularmente importantes e devem ser citados: a morsa e o narval.
As águas interiores são povoadas por pequenos e grandes espécies de peixes de água doce, como o achigã, o lúcio-americano o picão-verde, o Acipenser oxyrinchus, o lúcio-almiscarado, o bacalhau-do-atlântico, o truta do ártico, a truta, o Microgadus tomcod, o salmão-do-atlântico, a truta arco-íris, etc.
Entre os pássaros comumente vistos na parte habitada do sul do Quebec, há o robin-americano, o pardal, o pássaro-preto-da-asa-vermelha, o pato-real, o zanate comum, o gralha-azul, o corvo-americano, o chapim-preto, alguns toutinegras e andorinhas, o estorninho e o pombo-da-rocha, os dois últimos tendo sido introduzidos no Quebec e são encontrados principalmente em áreas urbanas. A fauna aviária inclui aves de rapina como a águia-real, o falcão-peregrino, a coruja-das-neves e a águia-careca. As aves marinhas e semiaquáticas observadas no Quebec são principalmente o ganso-canadense, o corvo-marinho-de-orelhas, o ganso-patola, a gaivota-prateada, a garça-azul-grande, o grou-canadiano, o papagaio-do-mar e o mobelha-grande. Muitas outras espécies de animais selvagens terrestres, marítimos ou aviários são vistos no Quebec, mas a maioria das espécies específicas do Quebec e as espécies mais comumente vistas estão listadas acima.
A Fundação de Vida Selvagem do Quebec e o Centro de Dados sobre o Patrimônio Natural do Quebec (CDPNQ) são as principais agências que trabalham com oficiais para a conservação da vida selvagem na província.

### Flora

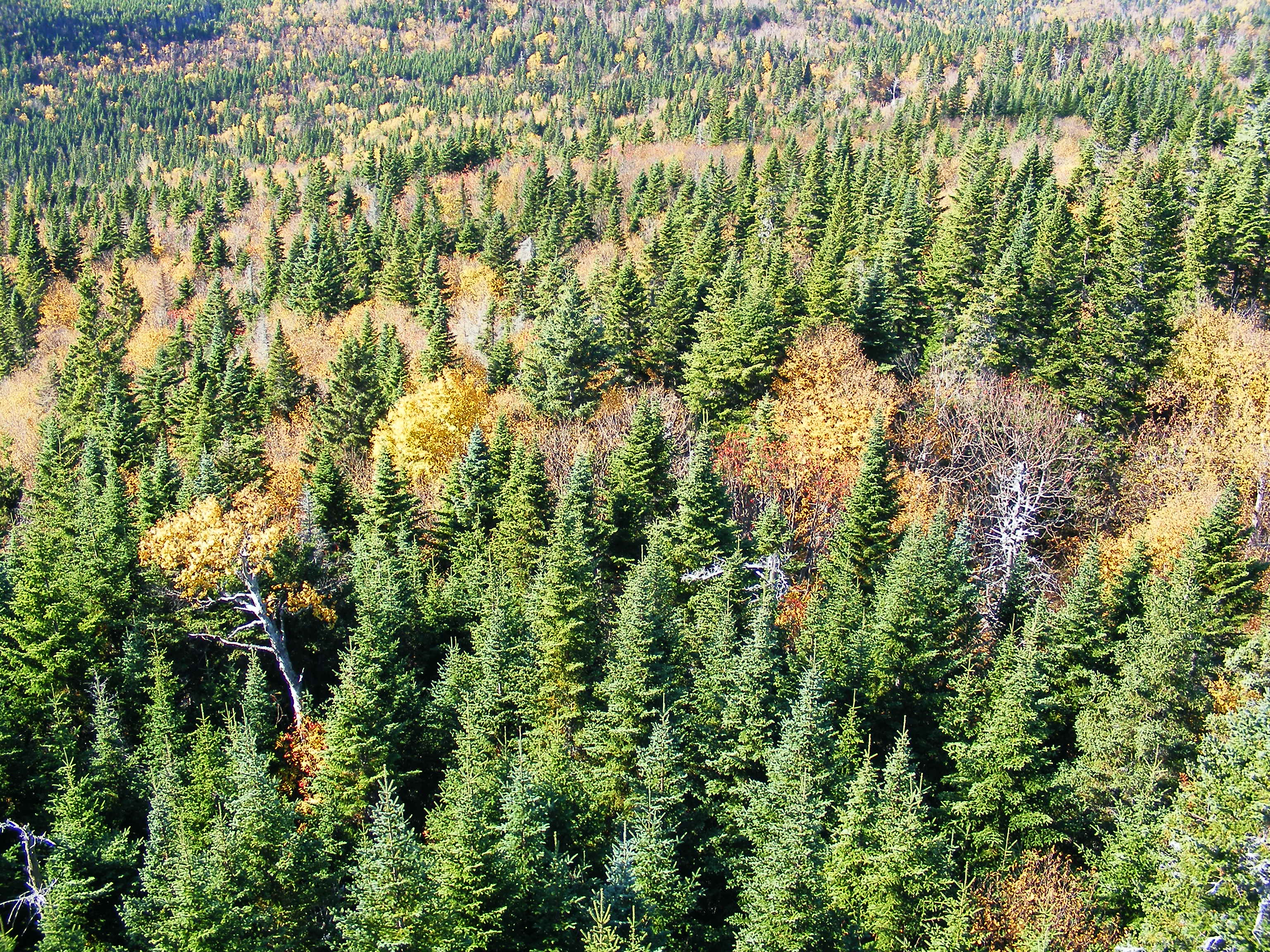
Taiga em Gaspé, Quebec, Canadá

Dada a geologia da província e seus diferentes climas, há um número estabelecido de grandes áreas de vegetação no Quebec. Essas áreas, listadas em ordem do extremo norte ao extremo sul, são: a tundra, a taiga, a floresta boreal canadense (coníferas), a floresta mista e a floresta decídua.
Na borda da Baía de Ungava e do Estreito de Hudson está a tundra, cuja flora é limitada a uma vegetação baixa de líquen com menos de 50 dias de crescimento por ano. A vegetação da tundra sobrevive a uma temperatura média anual de -8 °C. A tundra cobre mais de 24% da área do Quebec. Mais ao sul, o clima é propício para o crescimento da floresta boreal canadense, delimitada ao norte pela taiga.

As diferentes áreas florestais do Quebec

Não tão árida quanto a tundra, a taiga está associada às regiões subárticas do Escudo Canadense e é caracterizada por um maior número de espécies de plantas (600) e de animais (206), muitas das quais vivem lá durante o ano todo. A taiga cobre cerca de 20% da área total do Quebec. A floresta boreal canadense é a mais setentrional e mais abundante das três áreas florestais no Quebec, que se estende pelo Escudo Canadense e pelas planícies superiores da província. Dado um clima mais quente, a diversidade de organismos também é maior, uma vez que existem cerca de 850 espécies de plantas e 280 espécies de vertebrados. A floresta boreal canadense cobre 27% da área do Quebec. A floresta mista é uma zona de transição entre a floresta boreal canadense e a floresta decídua. Em virtude de sua natureza transitória, esta área contém uma diversidade de habitats, resultando em um grande número de espécies de plantas (1 000) e vertebrados (350), apesar das temperaturas relativamente baixas. A ecozona da floresta mista cobre 11,5% da área do Quebec e é característica de áreas dos Montes Laurentindes, dos Apalaches e das florestas de planícies orientais. A terceira área florestal mais setentrional é caracterizada por florestas decíduas. Devido ao seu clima (temperatura média anual de 7 °C), é nesta área que se encontra a maior diversidade de espécies, incluindo mais de 1600 plantas vasculares e 440 vertebrados. Sua estação de crescimento relativamente longa dura quase 200 dias e seus solos férteis fazem dela o centro da atividade agrícola e, portanto, da urbanização do Quebec. A maioria da população do Quebec vive nesta área de vegetação, quase inteiramente ao longo das margens do rio São Lourenço. As florestas estacionais cobrem aproximadamente 6,6% da área do Quebec.
A área florestal total do Quebec é estimada em 750 300 quilômetros quadrados. De Abitibi-Témiscamingue até Côte-Nord, a floresta é composta principalmente de árvores coníferas como o pinheiro, o abeto-branco e o abeto-negro. Algumas espécies de árvores caducifólias, como a bétula, aparecem mais ao sul. A floresta caducifólia das Terras Baixas de São Lourenço é composta principalmente por espécies caducifólias como o bordo-açucareiro, o bordo-vermelho, a cinza-americana, a faia-americana, a nogueira-branca, o olmo-americano, a tilia-americana, a nogueira e o carvalho-vermelho-do-norte, bem como algumas coníferas, como o pinheiro-branco-oriental e o tuia-vulgar. As áreas de distribuição do vidoeiro de papel, o álamo-tremedor e as cinzas cobrem mais da metade do território do Quebec.

## Demografia
Etnias do Quebec em 2011.
No censo canadense de 2016, o Quebec tinha uma população de 8 164 361 habitantes em 3 531 663 de seus 3 858 943 domicílios, uma variação de 3,3% em relação à população no censo de 2011, que era de 7 903 001. Com uma área de terra de 1 356 625 quilômetros quadrados, a província tinha uma densidade populacional de 6,0 habitantes por quilômetro quadrado em 2016. Em 2013, a Statistics Canada estimou a população da província em 8 155 334.
Com 1,69 filhos por mulher, a taxa de fertilidade do Quebec em 2011 estava acima da taxa do Canadá, que era de 1,61, e era maior do que na virada do século XXI. No entanto, ainda está abaixo da taxa de fertilidade de substituição de 2,1. Isso contrasta com suas taxas de fertilidade antes de 1960, que estavam entre as mais altas de qualquer sociedade industrializada. Embora Quebec seja o lar de apenas 24% da população do Canadá, o número de adoções internacionais no Quebec é o mais alto de todas as Províncias do Canadá. Em 2001, 42% das adoções internacionais no Canadá foram realizadas no Quebec. Em 2012, a população do Quebec chegou a 8 milhões, e está projetada para atingir 9,2 milhões em 2056. A expectativa de vida no Quebec atingiu um novo recorde em 2011, com uma expectativa de 78,6 anos para homens e 83,2 anos para mulheres, o que dá a Quebec a terceira maior expectativa de vida entre as províncias canadenses, atrás das da Colúmbia Britânica e Ontário.

### Etnias
A maior parte da atual população do Quebec é descendente de apenas 8 500 pessoas. A população do Quebec é majoritariamente de ancestralidade francesa. Apenas 15 000 franceses imigraram para o Canadá no século XVII, e dois terços deles permaneceram na colônia por um curto período e retornaram para a França ou morreram no Canadá sem se casar. Assim, os mais de 6 milhões de canadenses de ascendência francesa da província são todos descendentes de aproximadamente 8 500 colonos franceses que chegaram à Nova França, entre 1608 e 1759. Quase nenhum colono francês chegou ao Canadá após a conquista britânica de 1759.
A população franco-canadense aumentou 700 vezes em cerca de 300 anos, explicada pela altíssima taxa de natalidade dos franceses da região.
Até a década de 1660, a maioria dos franceses no Canadá era do sexo masculino, caçadores de peles e missionários católicos. As colônias britânicas ao sul tinham 18 vezes mais habitantes do que a Nova França. Para ajudar a corrigir o desequilíbrio de gênero e fazer a população crescer, o Rei Luís XIV decidiu importar jovens mulheres para a colônia, para se casarem com os colonos do sexo masculino. Essas mulheres seriam conhecidas como Filles du Roi ou "Filhas do Rei". Aproximadamente 800 mulheres (a população da Nova França era de pouco mais de 3 000 pessoas, quase todos homens), a maioria de origem pobre, foram enviadas para o Quebec, entre 1663 e 1673. Atualmente, dois terços dos franco-canadenses são descendentes de pelo menos uma dessas 800 mulheres.
| Origem étnica | População | Porcentagem |
| ------------- | --------- | ----------- |
| "Canadenses"  | 4 474 115 | 60,1%       |
| Franceses     | 2 151 655 | 28,8%       |
| Irlandeses    | 406 085   | 5,5%        |
| Italianos     | 299 655   | 4,0%        |
| Ingleses      | 245 155   | 3,3%        |
| Aborígenes    | 219 815   | 3,0%        |
| Escoceses     | 202 515   | 2,7%        |
| Quebequenses  | 140 075   | 1,9%        |
| Alemães       | 131 795   | 1,8%        |
| Chineses      | 91 900    | 1,24%       |
| Haitianos     | 91 435    | 1,23%       |

As porcentagens são calculadas como uma proporção do número total de entrevistados (7 435 905) e podem totalizar mais de 100% devido a respostas duplas. Apenas grupos com 1% ou mais dos entrevistados são exibidos.
O censo de 2006 contou com uma população aborígene total de 108 425 (1,5%), incluindo 65 085 índios norte-americanos (0,9%), 27 985 métis (0,4%) e 10 950 inuítes (0,15%). Deve-se notar, no entanto, que há uma significante subcontagem, já que muitas dos maiores grupos indígenas regularmente se recusam a participar dos censos canadenses por razões políticas em relação à questão da soberania aborígene. Em particular, as maiores reservas de iroqueses e mohawks não foram contadas.
Quase 9% da população do Quebec pertence a um grupo minoritário visível. Esta é uma porcentagem menor do que a da Colúmbia Britânica, Ontário, Alberta e Manitoba, mas superior à das outras cinco províncias. A maioria das minorias visíveis no Quebec vive em ou perto de Montreal.

#### Minorias visívies
| Minoria               | População | Porcentagem |
| --------------------- | --------- | ----------- |
| Minoria visível total | 654 355   | 8,8%        |
| Haitianos             | 188 070   | 2,5%        |
| Árabes                | 109 020   | 1,5%        |
| Latino-americanos     | 89 505    | 1,2%        |
| Chineses              | 79 830    | 1,1%        |
| Sul-asiáticos         | 72 845    | 1,0%        |
| Sudeste-asiáticos     | 50 455    | 0,7%        |

### Religiões
Quebec é única entre as províncias canadenses cuja população é majoritariamente católica romana, embora recentemente com baixa frequência à igreja. Este é um legado dos tempos coloniais, quando apenas os católicos romanos foram autorizados a se estabelecer na Nova França. O censo de 2001 mostrou que a população era 90,3% cristã (em contraste com 77% para todo o país), com 83,4% de católicos (incluindo 83,2% de católicos romanos); 4,7% de cristãos protestantes (incluindo 1,2% de anglicanos, 0,7% da igreja unida; e 0,5% de batistas); 1,4% de cristãos ortodoxos (incluindo 0,7% ortodoxos gregos); e 0,8% outros cristãos; bem como 1,5% muçulmanos; 1,3% judeus; 0,6% budistas; 0,3% hindus; e 0,1% sikh. Um adicional de 5,8% da população disse que não tinha afiliação religiosa (incluindo 5,6% que afirmaram não ter religião alguma).
Até a década de 1960, o Quebec era considerado uma das regiões mais católicas do mundo. Naquela época, a Igreja exercia um monopólio virtual sobre a educação, a saúde e os serviços sociais da região. Porém, esse cenário mudou com a chamada “Revolução Tranquila” da década de 1960, que culminou no rápido processo de secularização do Quebec: a Igreja perdeu seu poder sobre escolas e hospitais, e a língua francesa substituiu o catolicismo como o elemento identitário da província. Atualmente, a maioria dos quebequenses são apenas nominalmente católicos, pois o nível de religiosidade do povo e as taxas de comparecimento à missa são muito baixos.

### Línguas

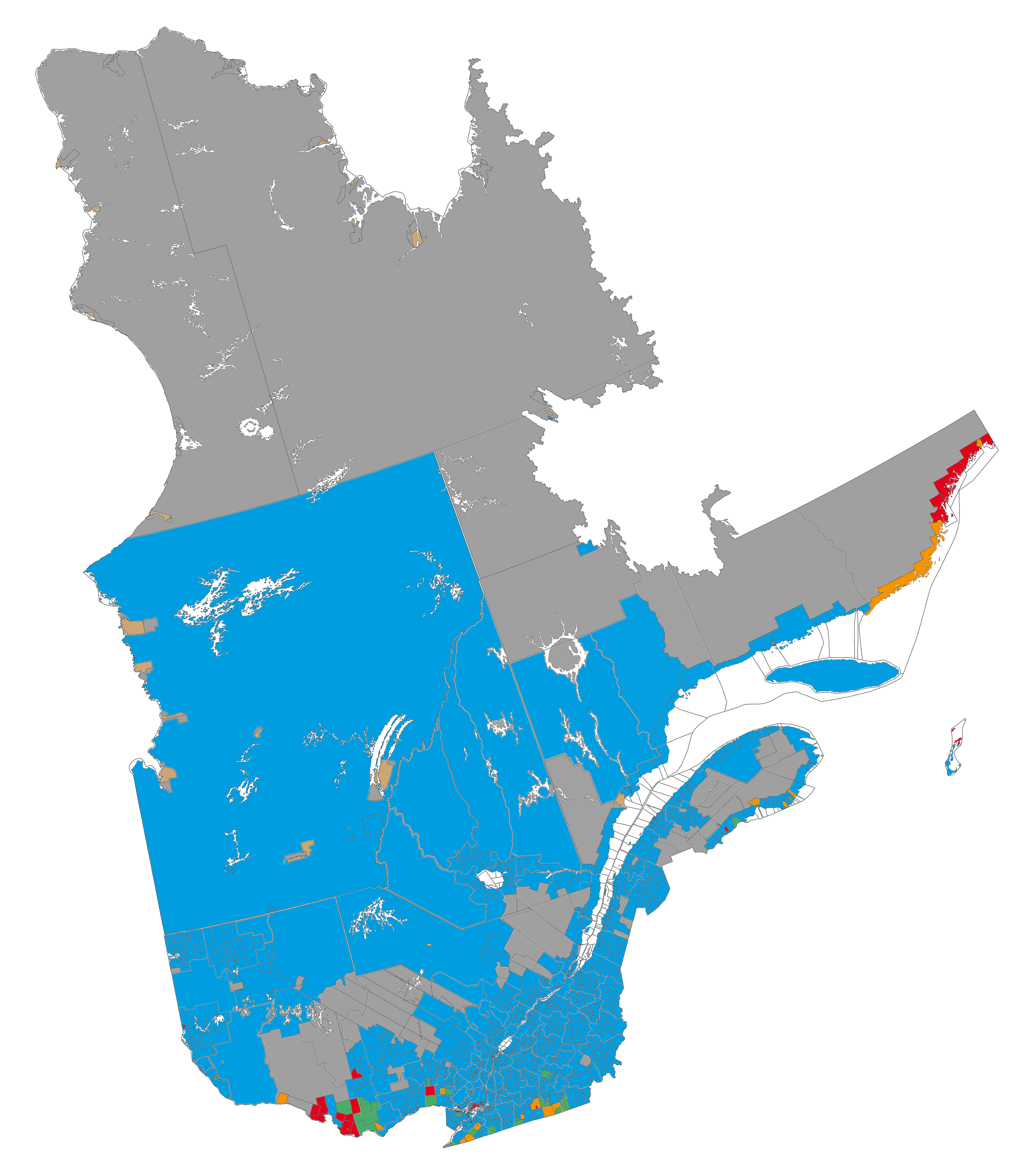
Mapa linguístico do Quebec. Legenda:
Maioria fala francês, menos de 33% fala inglês
Maioria fala francês, mais de 33% fala inglês
Maioria fala inglês, menos de 33% fala francês
Maioria fala inglês, mais de 33% fala francês
Maioria fala línguas indígenas
Sem dados

A língua oficial do Quebec é o francês. Quebec é a única província canadense cuja população é majoritariamente francófona, cerca de 6 102 210 pessoas (78,1% da população) registraram como sendo sua única língua nativa no censo de 2011, e 6 249 085 (80,0%) registraram que era a língua que eles mais falavam frequentemente em casa. O conhecimento do francês é difundido mesmo entre aqueles que não falam nativamente. Em 2011, cerca de 94,4% da população total relatou ser capaz de falar francês, sozinho ou em combinação com outras línguas, enquanto 47,3% relataram ser capaz de falar o inglês.
Em 2011, 599 230 pessoas (7,7% da população) no Quebec declararam que o inglês era sua língua materna e 767 415 (9,8%) o usavam mais frequentemente como língua materna. A comunidade anglófona têm direito a serviços em inglês nas áreas de justiça, saúde e educação, serviços em inglês são oferecidos em municípios nos quais mais da metade dos residentes têm o inglês como língua materna. Os alófones (pessoas cuja língua materna não é nem francesa nem inglesa) compunham 12,3% (961 700) da população, segundo o censo de 2011, embora um número menor, 554 400 (7,1%), usasse essas línguas em casa.
Um número considerável de moradores do Quebec considera-se bilíngue em francês e inglês. No Quebec, cerca de 42,6% da população (3 328 725 pessoas) relatam conhecer ambas as línguas, essa é a maior proporção de bilíngues de qualquer província canadense. Uma área específica do Cinturão Bilíngue chamada Ilha Oeste de Montreal, representada pelo distrito eleitoral federal de Lac-Saint-Louis, é a área mais bilíngue da província: 72,8% de seus residentes afirmam saber inglês e francês de acordo com o censo mais recente. Em contraste, no resto do Canadá, em 2006, apenas cerca de 10,2% (2 430 990) da população tinham conhecimento de ambos os idiomas oficiais do país. Ao todo, 17,5% dos canadenses são bilíngues em francês e inglês.
Em 2011, os idiomas de língua materna mais comuns na província foram os seguintes:
| Língua   | Número de falantes | Porcentagem |
| -------- | ------------------ | ----------- |
| Francês  | 6 102 210          | 78%         |
| Inglês   | 599 230            | 7,7%        |
| Árabe    | 164 390            | 2%          |
| Espanhol | 141 000            | 1,8%        |
| Italiano | 121 720            | 1,6%        |

A seguir, os crioulos (0,8%), chineses (0,6%), gregos (0,5%), portugueses (0,5%), romenos (0,4%), vietnamitas (0,3%) e russos (0,3%). Além disso, 152 820 (2,0%) relataram ter mais de um idioma nativo.
O inglês não é designado como idioma oficial pela lei do Quebec. No entanto, tanto o inglês quanto o francês são exigidos pelo Ato constitucional de 1867, para a promulgação de leis e regulamentos, e qualquer pessoa pode usar o inglês ou o francês na Assembleia Nacional e nos tribunais. Os livros e registos da Assembleia Nacional também devem ser mantidos em ambas as línguas. Até 1969, o Quebec era a única província oficialmente bilíngue no Canadá e a maioria das instituições públicas funcionava em ambos os idiomas. O Inglês também era usado na legislatura, comissões do governo e tribunais.
Desde a década de 1970, outras línguas além do francês nos letreiros comerciais só foram permitidas se o francês receber uma proeminência marcante. Esta lei tem sido objeto de controvérsia periódica desde a sua criação. As formas escritas dos nomes de lugares franceses no Canadá mantêm seus sinais diacríticos, como acentos sobre as vogais no texto em inglês. Exceções legítimas são Montreal e Quebec. No entanto, as formas acentuadas são cada vez mais evidentes em algumas publicações. O Canadian Style afirma que Montréal e Québec (a cidade) devem manter seu acento em documentos federais ingleses.

### Regiões administrativas
Oficialmente a província do Quebec é dividida em 17 regiões administrativas. Antigamente as regiões administrativas foram usadas para organizar a prestação de serviços do governo provincial, hoje, as regiões são usadas como divisões censitárias pela Statistic Canada. A região de Montreal, com mais de 1 942 044 habitantes, é mais povoada das 17 regiões do Quebec, enquanto a região de Nord-du-Québec, com apenas 44 561 pessoas, é a menos povoada da província. Outras regiões com grande população (superior a 500 000) inclui as regiões de Montérégie, com 1 507 070 habitantes, Capitale-Nationale, com 729 997 habitantes e Laurentides, com mais de 589 400 pessoas.

### Centros urbanos

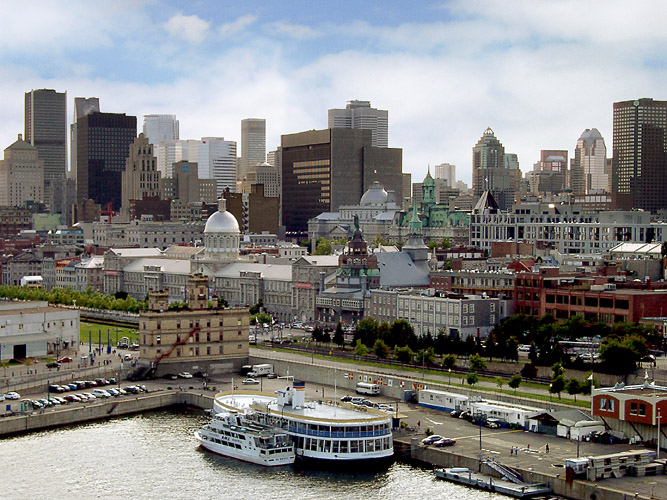
Montreal

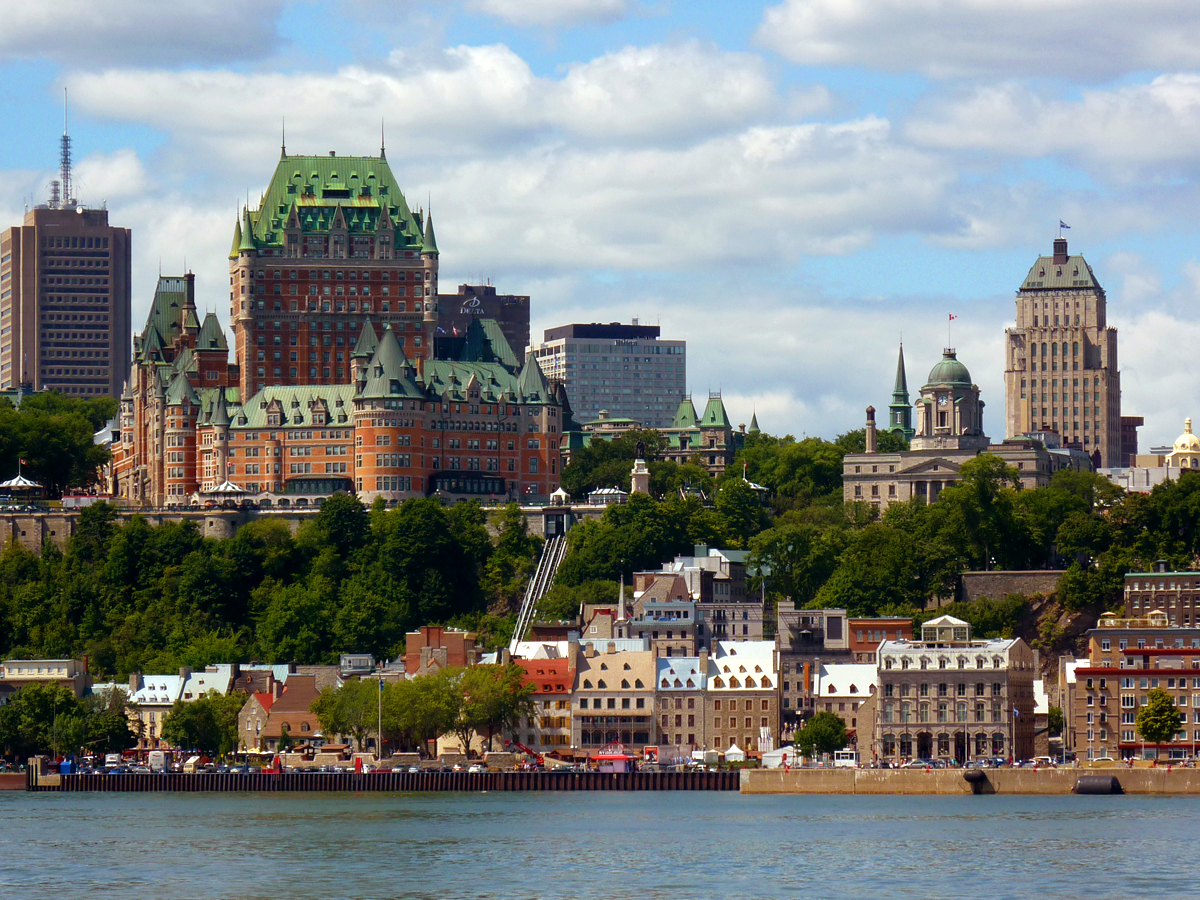
Cidade de Quebec.

Embora os termos "city" (que em inglês significa: cidade com uma população considerável) e "town" (que significa: pequena cidade) sejam usados no nome da categoria devido ao uso comum em inglês, Quebec não contém nenhuma "city" sob a sua lei atual; esta lista inclui todos as "villes", independentemente de serem referidas como "cities" ou "towns" por falantes de inglês.
| Posição | Metrópole                | Região                  | População |
| ------- | ------------------------ | ----------------------- | --------- |
| 1       | Montreal                 | Montréal                | 3 824 221 |
| 2       | Cidade de Quebec         | Capitale-Nationale      | 765 706   |
| 3       | Gatineau                 | Outaouais               | 314 501   |
| 4       | Sherbrooke               | Estrie                  | 201 890   |
| 5       | Saguenay                 | Saguenay–Lac-Saint-Jean | 157 790   |
| 6       | Trois-Rivières           | Mauricie                | 151 773   |
| 7       | Saint-Jean-sur-Richelieu | Montérégie              | 92 394    |
| 8       | Drummondville            | Centre-du-Québec        | 88 480    |
| 9       | Granby                   | Montérégie              | 77 077    |
| 10      | Saint-Hyacinthe          | Montérégie              | 56 794    |
| 11      | Shawinigan               | Mauricie                | 55 009    |
| 12      | Rimouski                 | Bas-Saint-Laurent       | 50 912    |
| 13      | Sorel-Tracy              | Montérégie              | 47 772    |
| 14      | Joliette                 | Lanaudière              | 46 932    |
| 15      | Victoriaville            | Centre-du-Québec        | 46 354    |

## Política

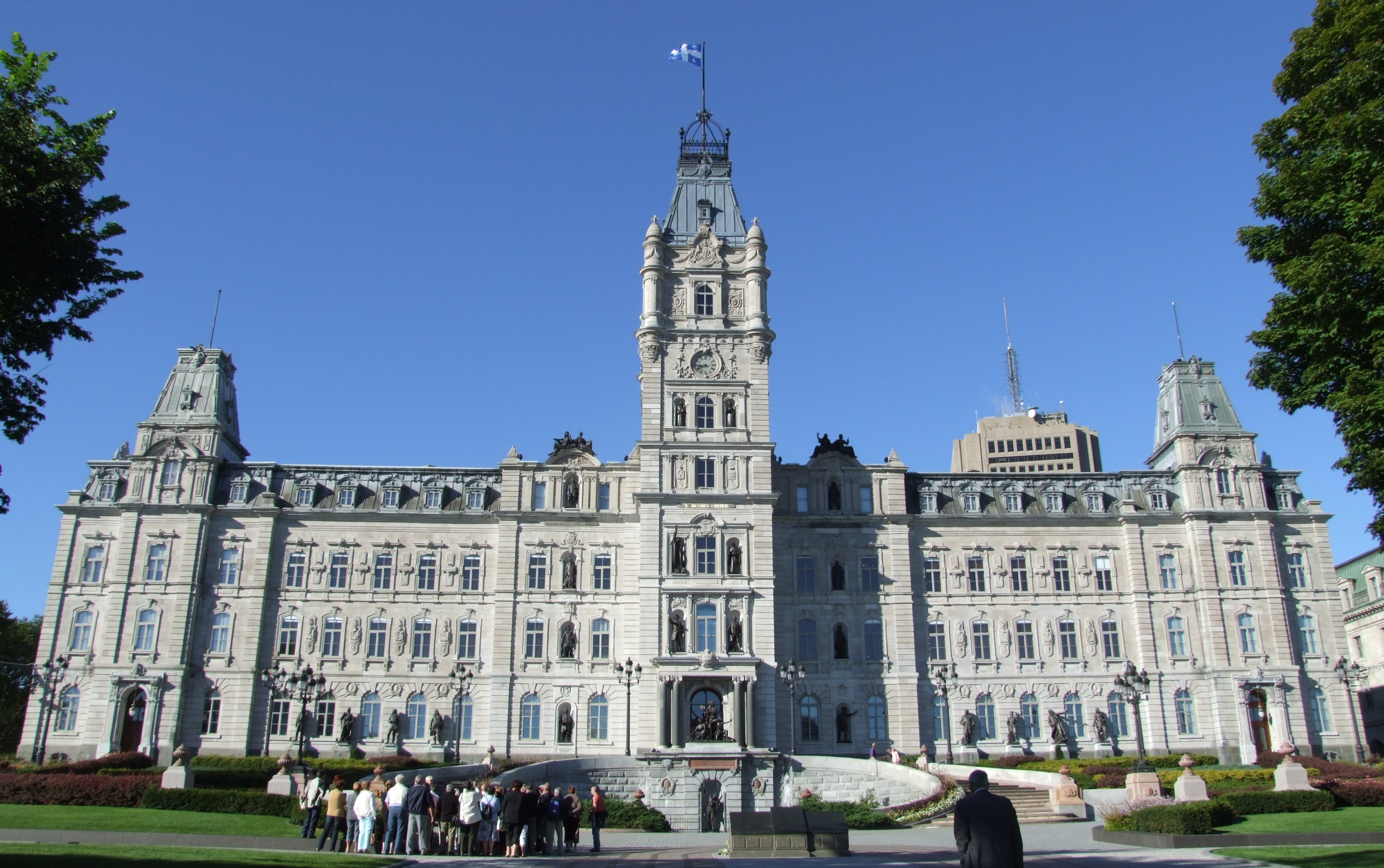
O Edifício do Parlamento na Cidade de Quebec.

O tenente-governador representa a rainha do Canadá e atua como chefe de estado da província. O chefe de governo é o premier (chamado premier ministre em francês) que lidera o maior partido da Assembleia Nacional unicamaral, ou Assemblée Nationale, da qual o Conselho Executivo do Quebec é nomeado.
Até 1968, a legislatura do Quebec era bicameral, consistindo no Conselho Legislativo e da Assembleia Legislativa. Naquele ano, o Conselho Legislativo foi abolido e a Assembleia Legislativa foi renomeada como Assembleia Nacional. Quebec foi a última província canadense a abolir seu conselho legislativo.
O governo do Quebec concede uma ordem de mérito chamada a Ordem Nacional do Quebec. É inspirado em parte pela Legião Francesa de Honra. É conferido a homens e mulheres nascidos ou que vivem no Quebec (mas não quebequenses também podem ser induzidos) por realizações notáveis.
O governo do Quebec obtém a maior parte de suas receitas através de um imposto de renda progressivo, imposto sobre vendas de 9,975% e vários outros impostos (como impostos sobre carbono, corporativos e ganhos de capital), pagamentos de equalização do Governo Federal, pagamentos de transferências de outras províncias e pagamentos diretos. Por algumas medidas, Quebec é a província mais tributada; um estudo de 2012 indicou que "as empresas do Quebec pagam 26% a mais em impostos do que a média canadense". Um relatório de 2014 do Instituto Fraser indicou que "em relação ao seu tamanho, Quebec é a província mais endividada do Canadá por uma ampla margem".

### Subdivisões administrativas
Quebec tem subdivisões políticas nos níveis regional, supralocal e local. Excluindo unidades administrativas reservadas para terras aborígenes, os principais tipos de subdivisão são:
No nível regional:
- 17 regiões administrativas;

No nível supralocal:
- 86 municípios regionais de condado ou MCRs (municipalités régionales de comté, MRC);
- 2 comunidades metropolitanas (communautés métropolitaines).

No nível local:
- 1 117 municípios locais de vários tipos
- 11 aglomerações (agglomérations) agrupando 42 municípios locais
- E dentro de 8 municípios locais, 45 bairros (arrondissements)

### Imigração
O sentimento contrário à imigração em Quebec tem ganhado destaque nos últimos anos, conforme relatado por veículos de mídia locais, atribuído por alguns à retórica do governo da Coalizão Avenir Québec (CAQ), que por vezes trata a imigração como ameaça à identidade e à língua da província, apesar de Quebec (excluindo Montreal) ser a região menos diversa racialmente do Canadá e de o francês ainda ser a primeira língua oficial para mais de 90% da população na maior parte das localidades. Alguns observadores defendem que a província deveria reconhecer a contribuição de imigrantes e requerentes de asilo em setores essenciais, como saúde, agricultura, serviços de alimentação e transporte, ressaltando que a falta de maior abertura pode gerar marginalização e ressentimento. Críticos apontam que decisões do governo, como a de recusar certos programas de regularização ou a tentativa de descartar milhares de solicitações de trabalhadores qualificados, prejudicam a reunificação familiar, tornam os processos mais lentos que no restante do país e reforçam a ideia de que a imigração seria um fator de instabilidade em questões como moradia, educação e saúde. Em contrapartida, há quem saliente que a presença de trabalhadores e estudantes internacionais supre necessidades do mercado em diversos ramos e que a permanência dessas pessoas seria fundamental para o funcionamento da economia local.

## Economia
Quebec tem uma economia avançada, baseada no mercado aberto. Em 2009, seu Produto Interno Bruto (PIB) de US$ 32 408 per capita em paridade de poder de compra colocou a província no mesmo nível do Japão, Itália e Espanha, mas permanece abaixo da média canadense que é de US$ 37 830 per capita. A economia do Quebec é classificada como a 37ª maior economia do mundo, logo atrás da Grécia e a 28ª maior em relação ao Produto Interno Bruto (PIB) per capita.

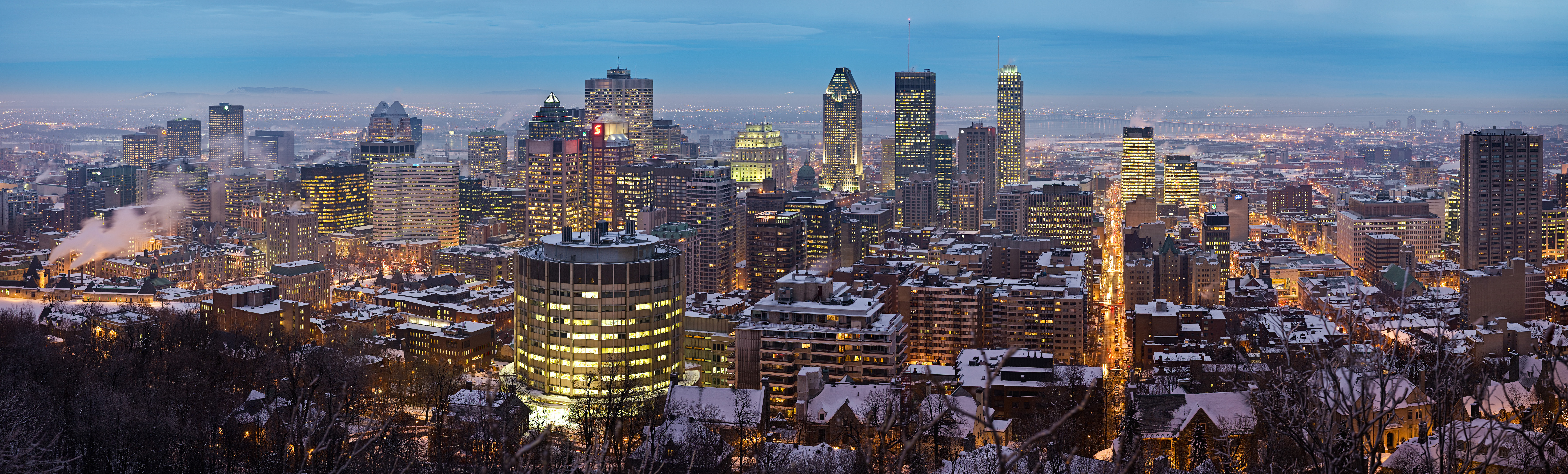
Vista do centro de Montreal.

A economia do Quebec representa 20,36% do PIB total do Canadá. Como a maioria dos países industrializados, a economia do Quebec é baseada principalmente no setor de serviços. A economia quebequense tem sido tradicionalmente abastecida por recursos naturais abundantes, uma infraestrutura bem desenvolvida e produtividade média. O PIB provincial em 2010 foi de C$ 319 348 bilhões, o que faz do Quebec a segunda maior economia do Canadá.
A dívida provincial em relação ao PIB atingiu um pico de 50% no ano fiscal de 2014–2015 e prevê-se que diminua para 40% em 2021–2022. A classificação de crédito do Quebec é atualmente Aa2 de acordo com a agência Moody's. Em junho de 2017, a S&P classificou o Quebec como um risco para crédito AA, superando pela primeira vez o Ontário.

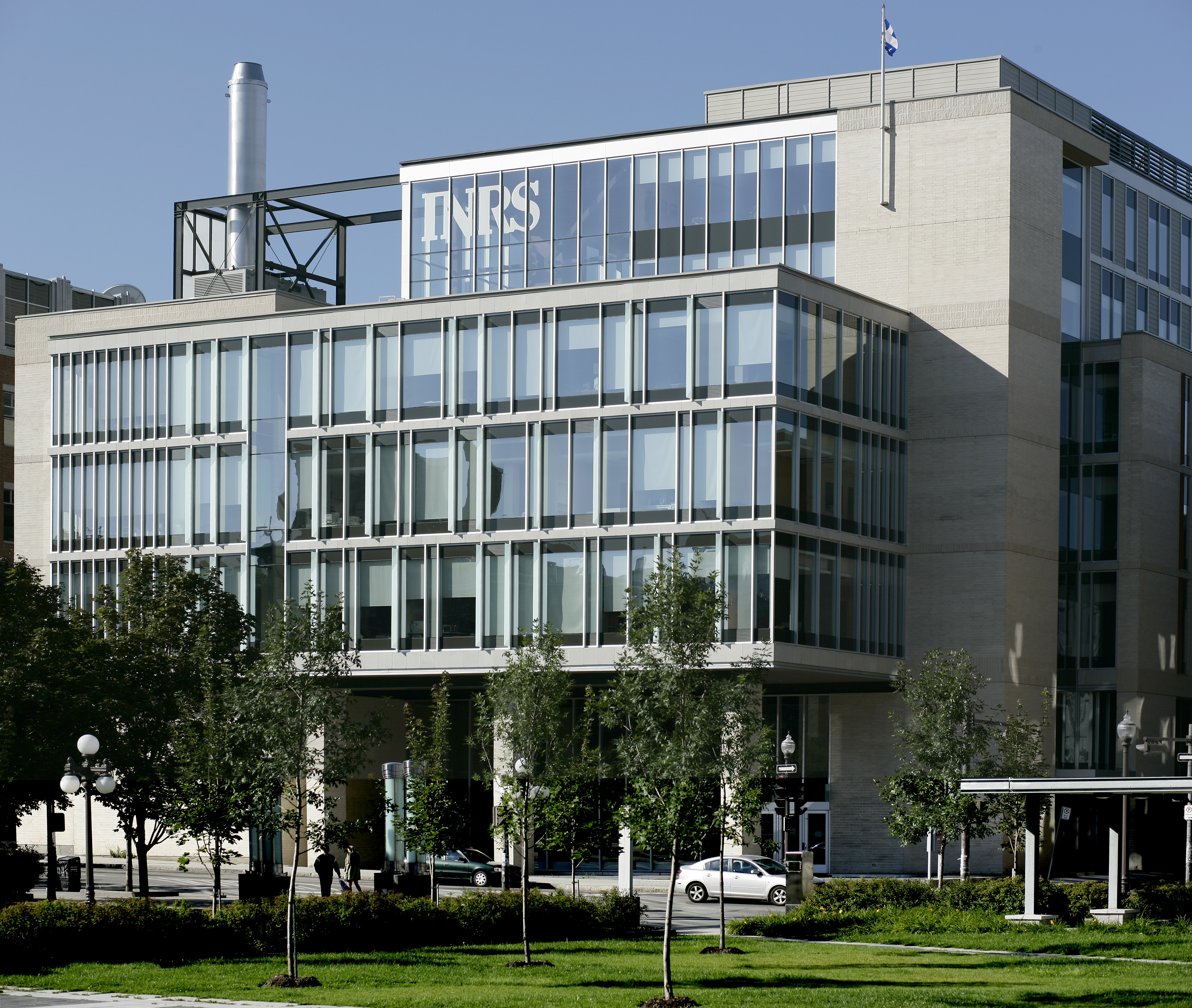
O Instituto Nacional de Pesquisas Científicas contribui para o avanço do conhecimento científico e para a formação de uma nova geração de estudantes em diversos setores científicos e tecnológicos. Mais de um milhão de habitantes do Quebec trabalham no campo da ciência e tecnologia, o que representa mais de 30% do PIB da província.

A economia do Quebec sofreu mudanças tremendas na última década. Firmemente fundamentada na economia do conhecimento, Quebec tem uma das maiores taxas de crescimento do Produto Interno Bruto (PIB) no Canadá. O setor do conhecimento representa cerca de 30,9% do PIB do Quebec. A província está experimentando um crescimento mais rápido de seus gastos com P&D do que outras províncias canadenses. Os gastos do Quebec em P&D em 2011 foram equivalentes a 2,63% do PIB, acima da média da União Europeia que é de 1,84% e terão que atingir a meta de dedicar 3% do PIB às atividades de pesquisa e desenvolvimento em 2013, segundo a Estratégia de Lisboa. O percentual gasto em pesquisa e tecnologia (P&D) é o mais alto do Canadá e superior às médias da Organização para Cooperação e Desenvolvimento Econômico e dos países do G7. Aproximadamente 1,1 milhão de quebequenses trabalham no campo de ciência e tecnologia.

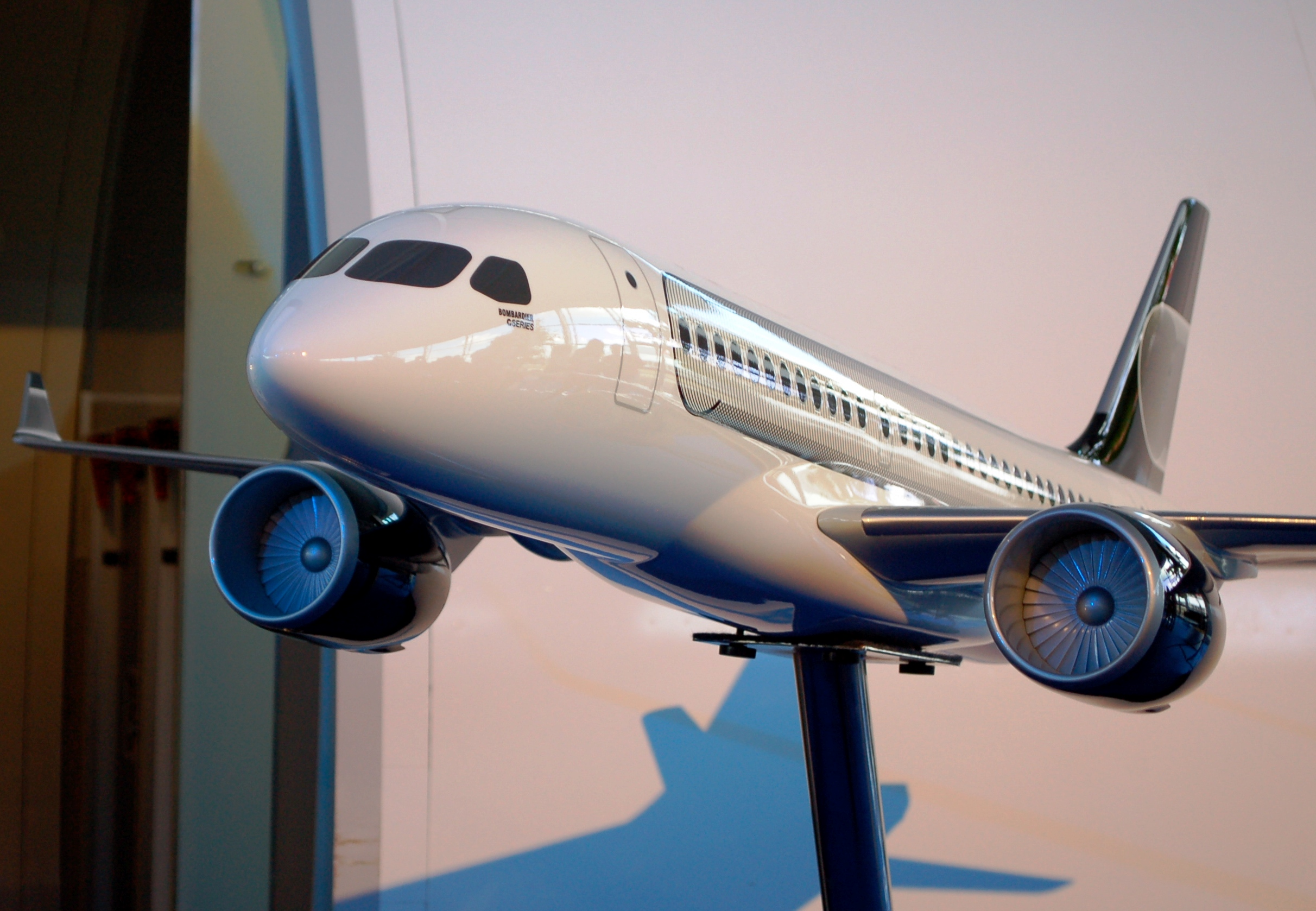
Uma maquete de um CSeries Bombardier sendo desenvolvido pela Bombardier Aerospace. Desde 1856, o Quebec estabeleceu-se como um pioneiro da indústria aeroespacial moderna. Quebec tem mais de 260 empresas que empregam cerca de pessoas. Aproximadamente 62% da indústria aeroespacial canadense é baseada no Quebec.

O Quebec também é um importante participante em vários setores de ponta, incluindo aeroespacial, tecnologias de informação e software e multimídia. Aproximadamente 60% da produção da indústria aeroespacial canadense é quebequense, onde as vendas totalizaram C$ 12,4 bilhões em 2009. Quebec é um dos principais autores da alta tecnologia da América do Norte. Este vasto setor engloba cerca de 7 300 empresas e emprega mais de 145 000 pessoas. Pauline Marois revelou recentemente um orçamento de dois bilhões de dólares para o período entre 2013 e 2017 para criar cerca de 115 000 novos empregos nos setores de conhecimento e inovação. O governo promete fornecer cerca de 3% do PIB do Quebec em pesquisa e desenvolvimento (P&D).
Cerca de 180 mil quebequenses trabalham em diferentes áreas de tecnologia da informação. Aproximadamente 52% das empresas canadenses nesses setores estão localizadas no Quebec, principalmente em Montreal e Cidade de Quebec. Existem atualmente cerca de 115 empresas de telecomunicações estabelecidas na província, como a Motorola e a Ericsson. Cerca de 60 000 pessoas trabalham atualmente no desenvolvimento de software. Há aproximadamente 12 900 pessoas trabalhando em mais de 110 empresas, como IBM, CMC e Matrox. O setor de multimídia também é dominado pela província. Várias empresas, como a Ubisoft, estabeleceram-se no Quebec desde o final dos anos 90.
A indústria de mineração foi responsável por 6,3% do PIB do Quebec. Emprega cerca de 50 000 pessoas em 158 empresas.
As indústrias de celulose e papel geram remessas anuais avaliadas em mais de C$ 14 bilhões. A indústria de produtos florestais ocupa o segundo lugar em exportações, com embarques avaliados em quase C$ 11 bilhões. É também a principal e, em algumas circunstâncias, apenas a fonte da atividade manufatureira em mais de 250 municípios da província. A indústria florestal desacelerou nos últimos anos por causa da disputa madeireira de fibra longa. Esta indústria emprega 68 000 pessoas em várias regiões do Quebec e foi responsável por 3,1% do PIB da província.
A indústria agroalimentar desempenha um papel importante na economia do Quebec. É responsável por 8% do PIB e gera C$ 19,2 bilhões. Esta indústria gerou 487 000 empregos na agricultura, pesca, fabricação de alimentos, bebidas e tabaco e distribuição de alimentos.

### Recursos naturais

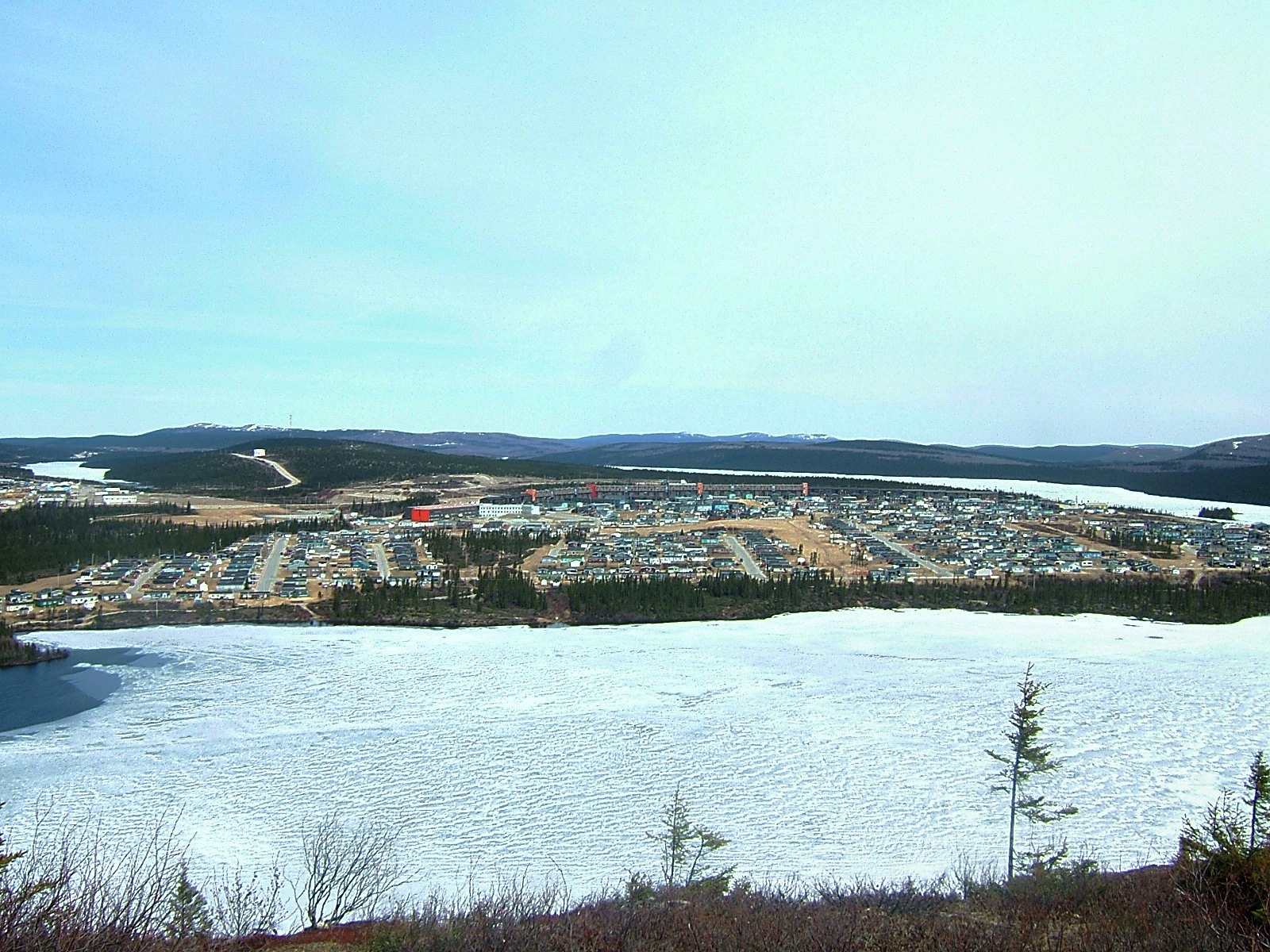
Cidade mineira de Fermont, North Shore, o início da estrada de ferro.

A abundância de recursos naturais dá ao Quebec uma posição vantajosa no mercado mundial. Quebec destaca-se particularmente no setor de mineração, ficando entre as dez principais áreas para fazer negócios na mineração. Também defende a exploração de seus recursos florestais.
Quebec é notável pelos recursos naturais de seu vasto território. Possui cerca de 30 minas, 158 empresas de exploração e quinze principais indústrias de processamento. Muitos minerais metálicos são explorados, os principais são ouro, ferro, cobre e zinco. Muitas outras substâncias são extraídas incluindo titânio, amianto, prata, magnésio, níquel e muitos outros metais e minerais industriais. No entanto, apenas 40% do potencial mineral do Quebec é conhecido atualmente. Em 2003, o valor da exploração mineral chegou a 3,7 bilhões de dólares canadenses no Quebec. Além disso, como um importante centro de exploração de diamantes, Quebec viu, desde 2002, um aumento em suas explorações minerais, particularmente no noroeste, bem como nas Montanhas Otish e nas Montanhas Torngat.
A vasta maioria (90,5%) das florestas do Quebec são de propriedade pública. As florestas cobrem mais da metade do território da província, uma área total de quase 761 100 quilômetros quadrados. A área florestal do Quebec cobre sete graus de latitude.
Mais de um milhão de lagos e rios cobrem o Quebec, ocupando 21% da área total de seu território. O ambiente aquático é composto por 12,1% de água doce e 9,2% de água salgada (porcentagem da área total do Quebec).

## Ciência e tecnologia

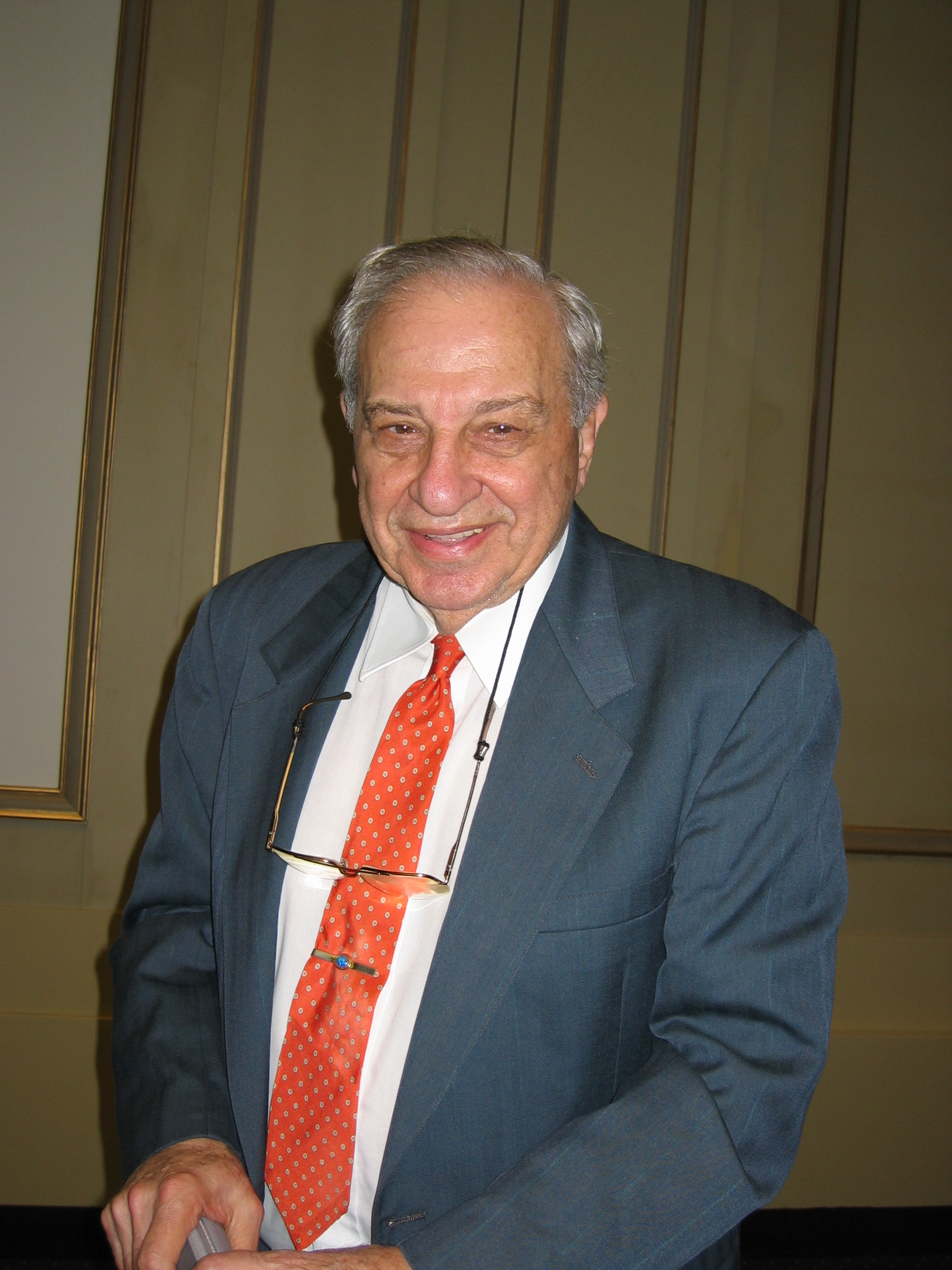
Rudolph A. Marcus, químico, tem um Prêmio Nobel de Química.

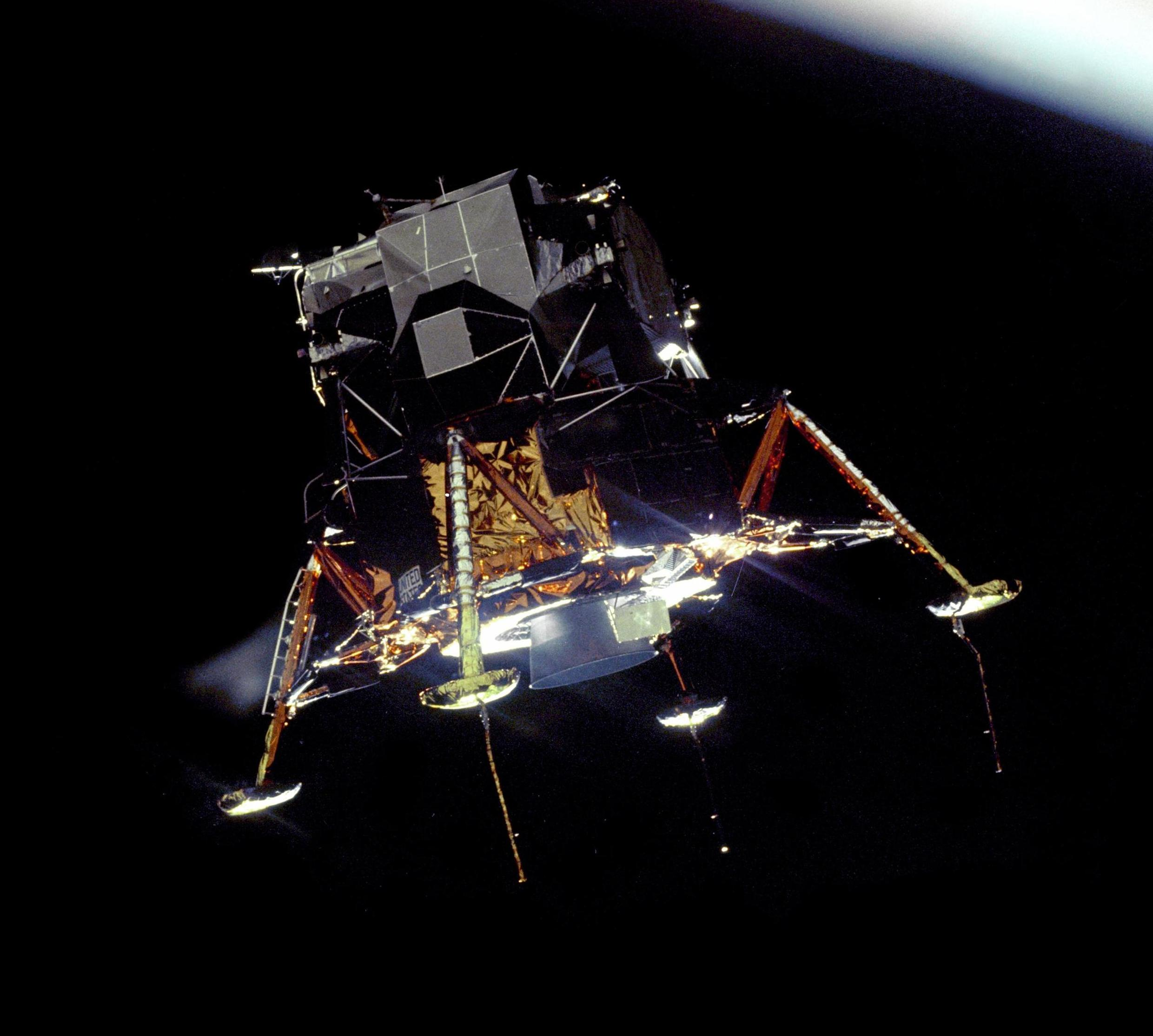
Em 1969, Héroux-Devtek projetou e fabricou o material rodante do módulo Apollo

O governo do Quebec lançou em 2007 a Estratégia de Pesquisa e Pesquisa de Inovação (SQRI), cujo objetivo é promover o desenvolvimento por meio de pesquisa, ciência e tecnologia. O governo espera criar uma forte cultura de inovação no Quebec nas próximas décadas e criar uma economia sustentável. Os gastos com pesquisa e desenvolvimento alcançaram cerca de 7,824 bilhões de dólares em 2007, o equivalente a 2,63% do PIB do Quebec. A província foi classificada, em março de 2011, como 13ª do mundo em termos de investimento em pesquisa e desenvolvimento. Os gastos com pesquisa e desenvolvimento serão mais de 3% do PIB da província em 2013. O gasto em P&D no Quebec é maior do que o da média dos países do G7 e da OCDE. A ciência e a tecnologia são fatores-chave na posição econômica do Quebec. Mais de um milhão de pessoas são empregadas no setor de ciência e tecnologia.
Quebec é considerado um dos líderes mundiais em pesquisa científica fundamental, tendo produzido dez ganhadores do Prêmio Nobel em física, química e medicina. Também é considerado um dos líderes mundiais em setores como aeroespacial, tecnologia da informação, biotecnologia e produtos farmacêuticos e, portanto, desempenha um papel significativo nas comunidades científicas e tecnológicas do mundo. Quebec também está ativo no desenvolvimento de suas indústrias de energia, incluindo energia renovável, como energia hidrelétrica e energia eólica. Quebec tem mais de 9 469 publicações científicas no setor de medicina, pesquisa biomédica e engenharia desde o ano 2000. No geral, a província conta com cerca de 125 publicações científicas por 100 000 habitantes em 2009. A contribuição do Quebec na ciência e tecnologia representa aproximadamente 1% das pesquisas mundiais desde os anos 80 até 2009. Entre 1991 e 2000, o Quebec produziu mais artigos científicos por 100 000 habitantes do que os Estados Unidos e a Alemanha.
A Agência Espacial Canadense (CSA) foi estabelecida no Quebec devido ao seu papel principal neste campo de pesquisa. Um total de três quebequenses estão no espaço desde a criação do CSA: Marc Garneau, Julie Payette e Guy Laliberté. Quebec também contribuiu para a criação de alguns satélites artificiais canadenses, incluindo o SCISAT-1, o ISIS, o Radarsat-1 e o Radarsat-2.
A província é um dos líderes mundiais no campo da ciência espacial e contribuiu para importantes descobertas neste campo. Uma das mais recentes é a descoberta do complexo sistema de exoplanetas HR 8799 e HR 8799, é a primeira observação direta de um exoplaneta na história. Olivier Daigle e Claude Carignan, astrofísicos da Universidade de Montreal, inventaram uma câmera astronômica aproximadamente 500 vezes mais potente que as atualmente disponíveis no mercado. Portanto, é considerada a câmera mais sensível do mundo. O Observatório Mont Mégantic foi recentemente equipado com esta câmera.
A província do Quebec está entre os líderes mundiais no campo da ciência da vida. William Osler, Penfield Wilder, Donald Hebb, Brenda Milner e outros fizeram descobertas significativas em áreas de medicina, neurociência e psicologia enquanto trabalhavam na Universidade McGill em Montreal. Quebec possui mais de 450 empresas de biotecnologia e farmacêuticas que, juntas, empregam mais de 25 000 pessoas e 10 000 pesquisadores altamente qualificados. Montreal ocupa a 4ª posição na América do Norte em número de empregos no setor farmacêutico.

## Educação
O sistema educacional do Quebec é administrado pelo Ministério da Educação, Recreação e Esportes (em francês: Ministère de l'Éducation du Loisir et du Sport). É administrado a nível local por conselhos escolares franceses e ingleses eleitos publicamente. Os professores são representados por sindicatos de toda a província que negociam as condições de trabalho no Quebec com os conselhos locais e o governo provincial.

### Ensino fundamental e médio
A pré-escola é opcional, também conhecida como pré-natal (prématernelle), está disponível em áreas selecionadas da cidade para crianças que atingiram 4 anos de idade até 30 de setembro do ano letivo. O jardim de infância (maternelle) está disponível em toda a província para crianças que atingiram 5 anos de idade a partir 30 de setembro do ano letivo.
A educação primária é obrigatória (école primaire), começa com a 1ª série até a 6ª série. A escola secundária (école secondaire) tem cinco séries, chamadas secundárias I-V (abreviadas como Sec. I-V) ou simplesmente séries 7-11. Os estudantes têm entre 12 e 17 anos (com essa idade até 30 de setembro), a menos que eles repitam uma série. Após a conclusão do 11º ano, os alunos recebem o diploma de ensino médio do governo provincial.

### Ensino superior

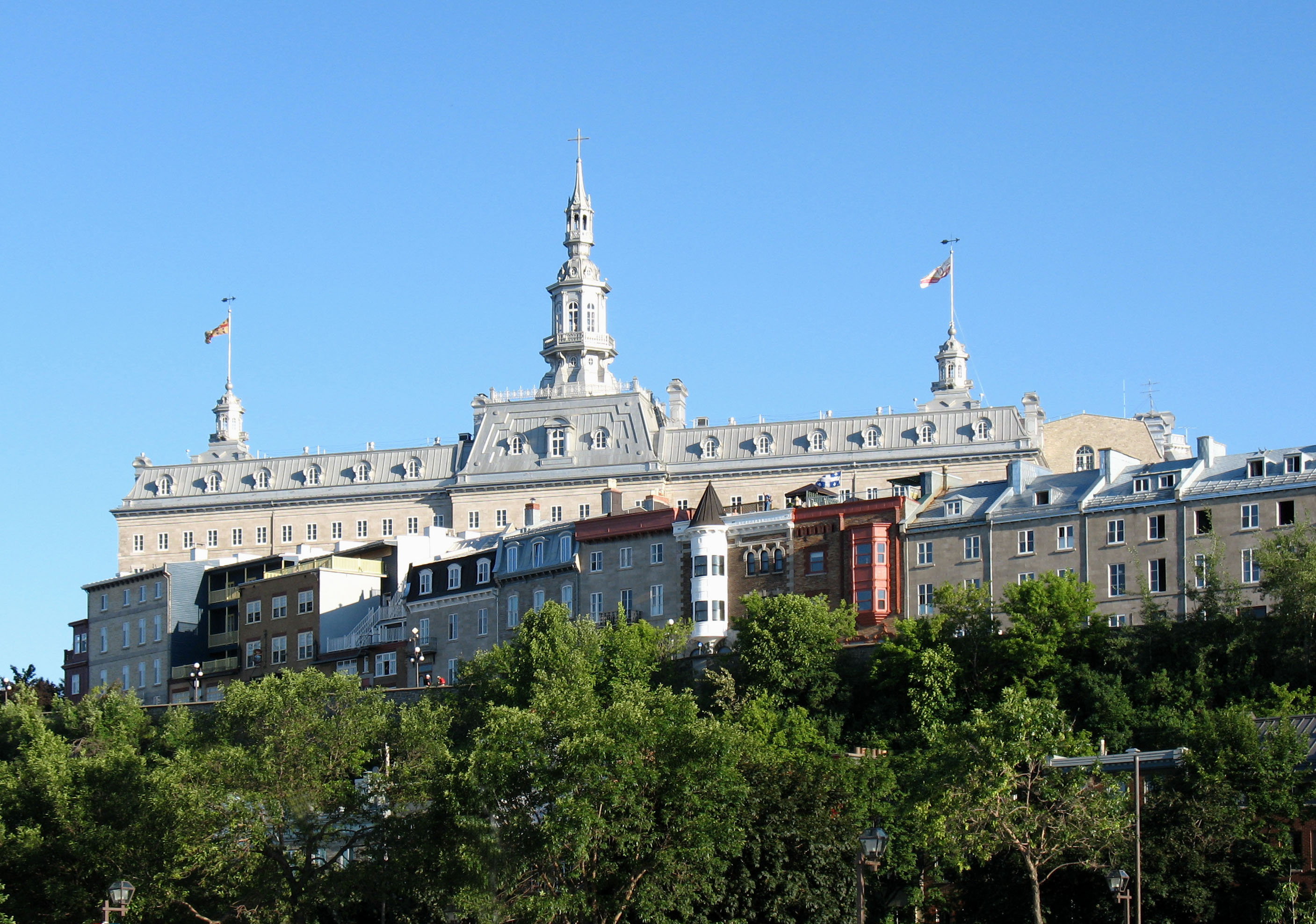
Fundada em 1663, a Universidade Laval é a instituição pós-secundária mais antiga do Canadá.

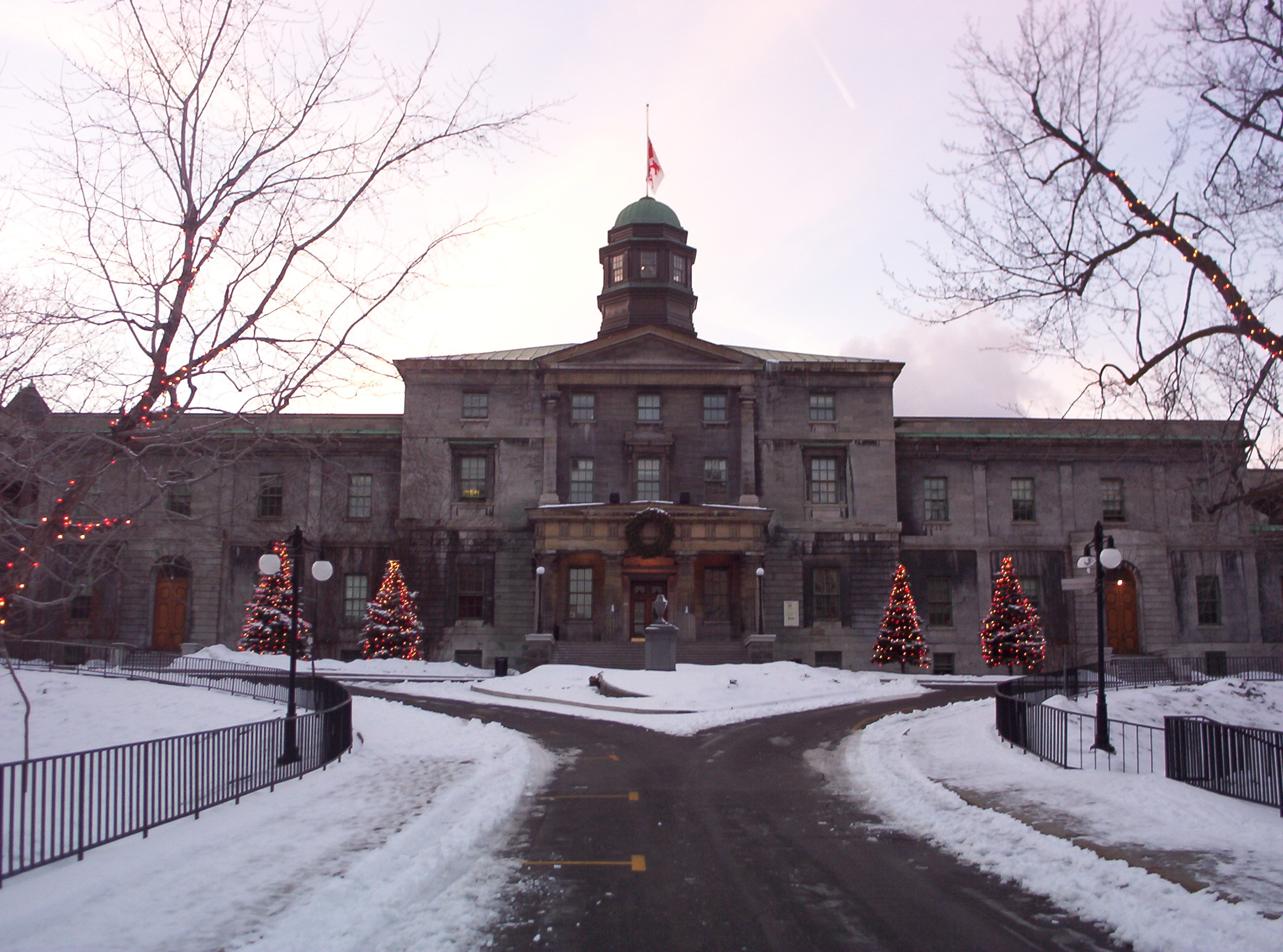
A Universidade McGill é a mais antiga universidade anglófona da província do Quebec.

O ensino superior no Quebec difere do sistema educacional de outras Províncias do Canadá. Em vez de ingressar na universidade ou na faculdade diretamente do ensino médio, os estudantes do Quebec deixam o ensino médio após o 11º ano (ou o segundo nível) e ingressam em estudos pós-secundários no nível universitário como um pré-requisito para a universidade. Embora ambos os colégios públicos (CEGEPs) e faculdades particulares existam, ambos são coloquialmente denominados CEGEPs. Esse nível de ensino pós-secundário permite que os alunos escolham um caminho vocacional ou um caminho mais acadêmico.
Muitos fatores levaram ao atual sistema de educação superior da província a ser assim, incluindo tensões linguísticas, culturais e de classe, bem como a distribuição provincial dos recursos naturais e da população. A Revolução Silenciosa dos anos 60 também trouxe muitas mudanças que ainda são refletidas no sistema de ensino superior da província.
Existem 18 universidades na província do Quebec, a maioria ensina em francês, 10 das quais formam a rede da Universidade do Quebec. No Quebec, as universidades são independentes do governo e autônomas na administração de seus negócios. Por meio de leis ou cartas constitucionais, os legisladores concederam a cada universidade a liberdade de definir seu próprio currículo e desenvolver seus próprios programas de ensino e pesquisa. A universidade tem total responsabilidade pela definição dos padrões de admissão e requisitos de matrícula, concessão de diplomas e recrutamento de pessoal.
Das dezoito universidades, três ensinam em inglês: Universidade Concórdia, Universidade McGill e Universidade Bishop's. As outras cinco ensinam em francês, cinco delas estão localizadas em Montreal: Escola de Tecnologia Superior, Escola Politécnica de Montreal, HEC Montreal, Universidade de Montreal, e Universidade do Quebec em Montreal; quatro delas estão na Cidade de Quebec: Escola Nacional de Administração Pública, Instituto Nacional de Pesquisas Científicas, Universidade TELUQ, Universidade Laval. O Instituto Nacional de Pesquisas Científicas e a Escola Nacional de Administração Pública não oferecem programas de graduação.

## Infraestrutura

### Transporte

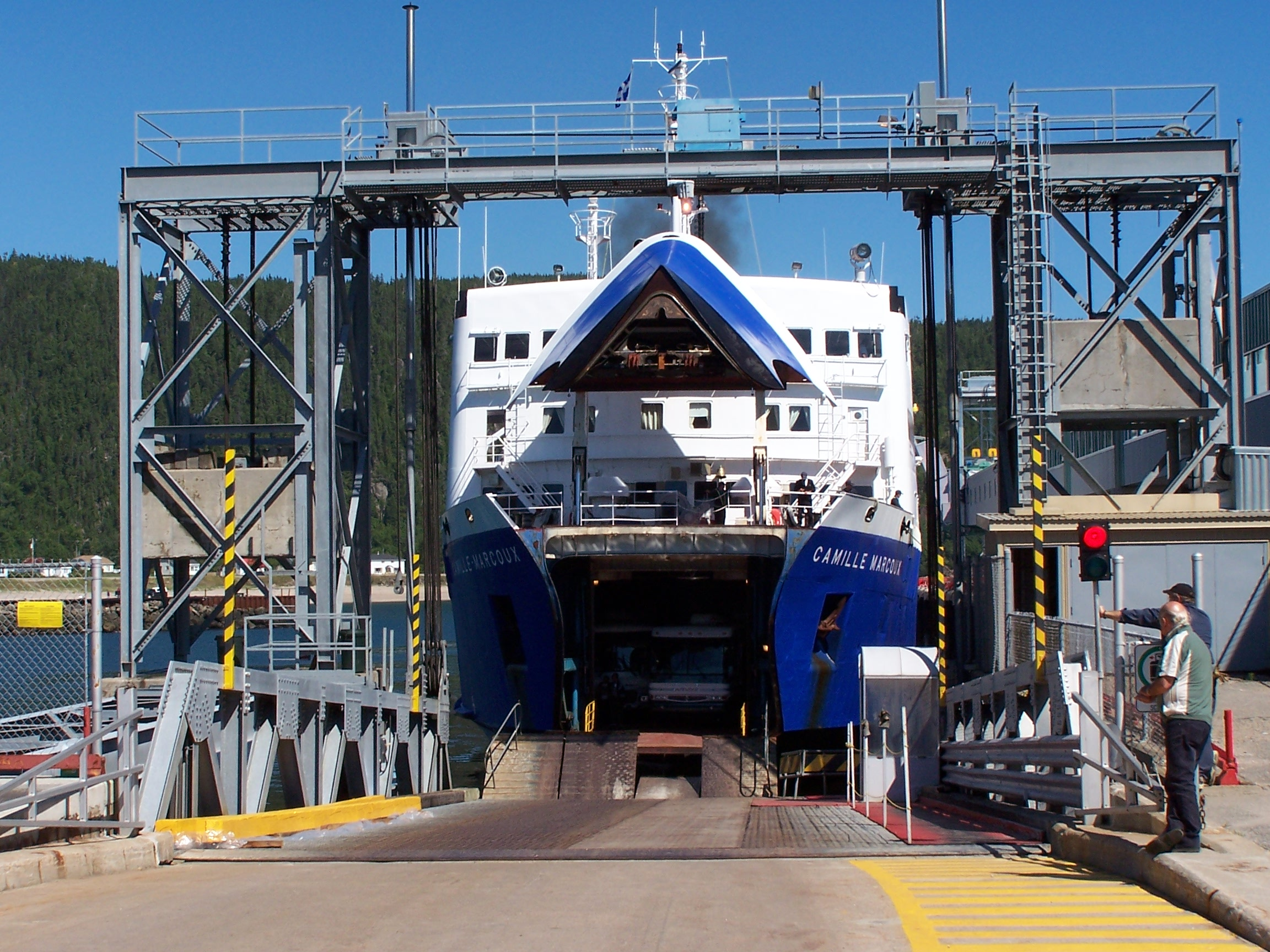
Balsa N.M. Camille-Marcoux, da Société des traversiers du Québec, assegurando a ligação Baie-Comea-Matane e Godbout-Matane

O desenvolvimento e a segurança do transporte terrestre no Canadá são fornecidos pelo Ministério dos Transportes do Quebec. Outras organizações, como a Guarda Costeira do Canadá e a Nav Canada, fornecem o mesmo serviço para o transporte marítimo e aéreo. A Comissão de Transportes do Quebec trabalha com os transportadores de carga e com o transporte público.
A rede rodoviária do Quebec é administrada pela Corporação de Seguros de Automóveis do Quebec (SAAQ) e consiste em cerca de 185 000 quilômetros de rodovias e estradas nacionais, regionais, locais, coletoras e florestais. Além disso, Quebec tem quase 12 000 pontes, túneis, muros de contenção, galerias e outras estruturas como a Ponte de Quebec, a Ponte Laviolette e o Túnel da Ponte Louis-Hippolyte Lafontaine.
Nas águas do São Lourenço há oito portos de águas profundas para o transporte de mercadorias. Em 2003, 3 886 cargas e 9,7 milhões de toneladas de mercadorias passaram pela porção quebequense do Canal de São Lourenço.
No que diz respeito ao transporte ferroviário, Quebec possui 6 678 quilômetros de ferrovias integrados à grande rede norte-americana. Embora destinada principalmente ao transporte de mercadorias através de empresas como a Canadian National (CN) e a Canadian Pacific (CP), a rede ferroviária do Quebec também é utilizada por passageiros interurbanos através da Via Rail Canada e Amtrak. Em abril de 2012, foram anunciados planos para a construção de uma ferrovia de 800 quilômetros a norte de Sept-Îles, para apoiar a mineração e a extração de outros recursos naturais em Labrador Trough.
A rede aérea superior inclui 43 aeroportos que oferecem serviços programados diariamente. Além disso, o governo do Quebec possui aeroportos e heliportos para aumentar a acessibilidade dos serviços locais às comunidades nas regiões Basse-Côte-Nord e Nord-du-Quebec.
Várias outras redes de transporte cruzam a província do Quebec, incluindo trilhas para caminhadas, trilhas para snowmobile e ciclovias. A Estrada Verde é a maior com quase 4 000 quilômetros de comprimento.

### Energia
O Quebec foi descrito como uma potência em energia limpa. O balanço energético do Quebec sofreu uma grande mudança nos últimos 30 anos. Em 2008, a hidroeletricidade foi classificada como a principal forma de energia utilizada no Quebec (41,6%), seguida pelas energias oriundas do petróleo (38,2%) e gás natural (10,7%).
Quebec é o quarto maior produtor de hidroletricidade do mundo depois de China, Brasil e Estados Unidos e depende quase exclusivamente (96% em 2008) dessa fonte de energia renovável para suas necessidades elétricas.

## Cultura

A bandeira do Quebec, a Fleurdelisé.

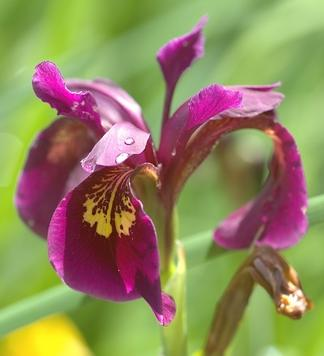
Iris versicolor

Os quebequenses, um povo que também vive em minoria no resto do Canadá e no norte dos Estados Unidos, consideram o Quebec sua terra natal. Os quebequenses são a maior população francófona das Américas. Os laços históricos e culturais com a França fazem com que muitos considerem o Quebec diferente do restante do Canadá.
O padroeiro da província é São João Batista. A Saint-Jean-Baptiste é realizada todo ano em 24 de junho, e é considerada o Dia Nacional do Quebec, oficialmente, chamado de Fête nationale du Québec (Feriado nacional do Quebeque) desde 1977. A música Gens du pays, escrita e composta por Gilles Vigneault, é muitas vezes vista como o hino não oficial da província.
O Quebec é por vezes chamado de La Belle Province, que significa em português "A Bela Província". Até o fim da década de 1970, esta frase era mostrada nas placas de licenças de veículos em geral. Desde então, a frase foi substituída pelo lema oficial da província, Je me souviens, que significa "Eu me lembro". Um debate comum na cultura popular, tanto entre os canadenses anglófonos quanto para os francófonos, é sobre o que é que está a ser lembrado.

### Sentimento anti-imigrante

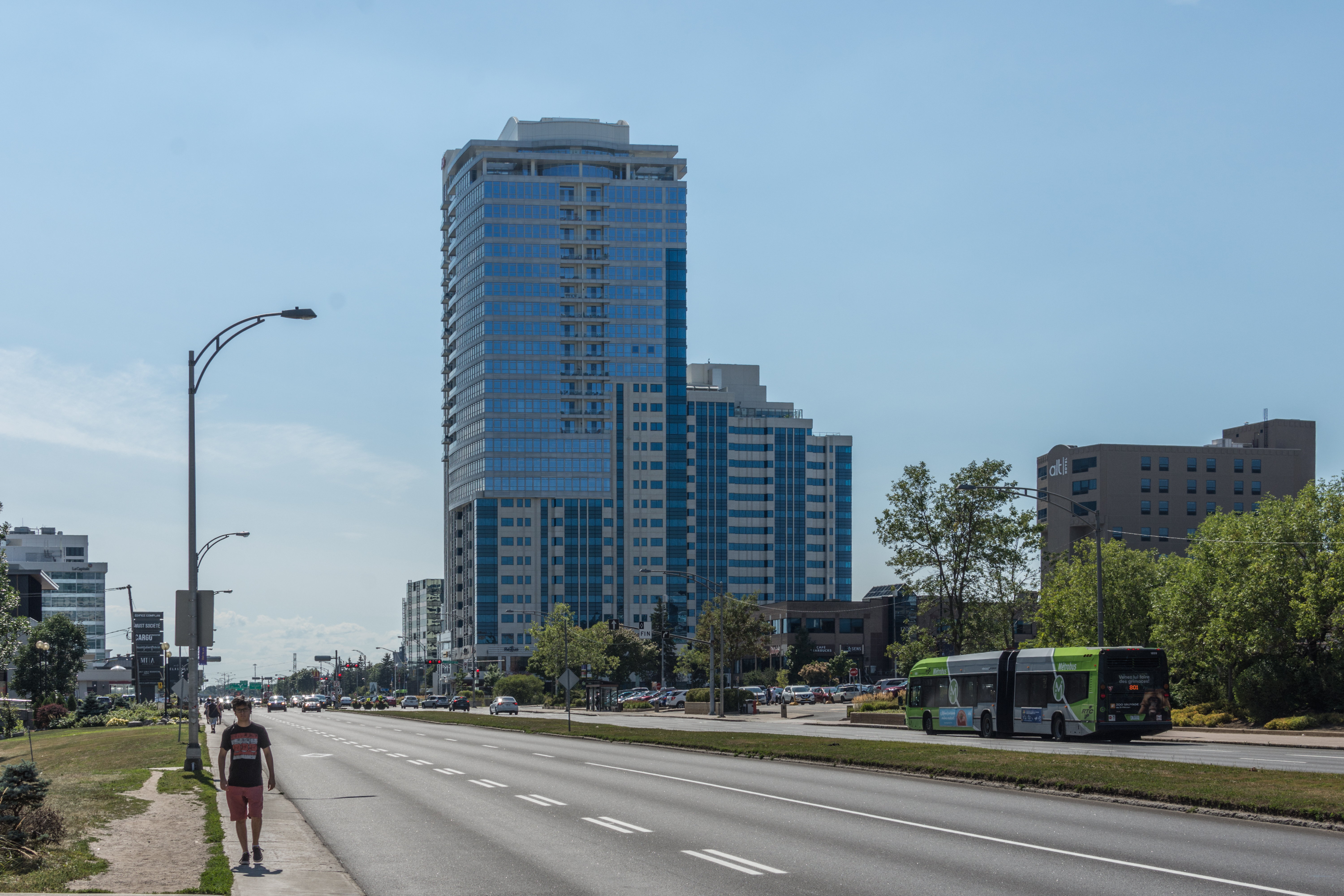
Famílias imigrantes provenientes do Brasil, que se estabeleceram na cidade de Quebec, Canadá, após serem selecionadas por sua qualificação para ocupações que exigem o conhecimento do francês.

Em Quebec, o sentimento anti-imigrante aumentou durante os últimos cinco anos, situação exacerbada por um governo da CAQ que tem tratado a imigração de forma irresponsável, como uma ameaça constante à identidade e à língua de Quebec. Essa demonização se mantém, apesar de que, excluindo Montreal, Quebec é a província menos diversa racialmente no Canadá e o francês continua sendo o primeiro idioma oficial falado por mais de 90% da população na maioria das regiões de Quebec. Ao contrário dos Estados Unidos, onde a imigração é citada como a principal razão do forte crescimento econômico, especialmente na recuperação do impacto econômico da pandemia, o governo provincial de Quebec insiste em tratar a imigração apenas como um problema, e não como parte da solução.
Alguns consideram que Quebec precisa de seu próprio momento de Lisístrata — uma greve ou boicote para lembrar ao governo e aos cidadãos de Quebec o quanto a sociedade e a economia dependem tanto de imigrantes quanto de trabalhadores estrangeiros temporários e solicitantes de asilo, em setores como saúde, agricultura, produção de alimentos, fábricas, armazéns e em muitos serviços essenciais. O CAQ tem mostrado uma falta de empatia e reconhecimento básico da dependência da migração temporária e permanente. O primeiro-ministro Legault continua politizando às custas de pessoas muitas vezes vulneráveis e menos vocais, pois estão muito ocupadas sobrevivendo ou temem que a crítica possa comprometer seus pedidos de asilo ou solicitações de residência permanente ou até mesmo seus empregos, muitas vezes vinculados diretamente ao seu status de trabalhador temporário.
Sob o pretexto de proteção da língua, políticos e comentaristas tratam os trabalhadores essenciais como seres descartáveis, muitas vezes atribuindo-lhes as piores motivações. Recentemente, o governo decidiu gastar dinheiro público para contestar o direito dos solicitantes de asilo, que trabalham em empregos essenciais, de terem acesso a creches subsidiadas. O governo da CAQ tem uma longa trajetória de tratamento inadequado aos imigrantes. Tentou descartar 18.000 solicitações de trabalhadores qualificados sem considerar seu impacto. Recusou-se a expandir um programa federal especial para regularizar mais "anjos da guarda" e muitos solicitantes de asilo que trabalharam incansavelmente durante a pandemia para garantir o funcionamento de hospitais, restaurantes, armazéns e CHSLD em Quebec.
O ex-ministro da Imigração de Quebec, Jean Boulet, também falou dos imigrantes como pessoas que "não se integram, não trabalham, não falam francês", sem estatísticas que respaldassem tais afirmações. Atualmente, o CAQ se recusa teimosamente a aumentar suas cotas anuais de imigração por razões políticas, enquanto hipocritamente aumenta os trabalhadores temporários, comprometendo severamente as solicitações de reunificação familiar para muitos quebequenses e seus parceiros estrangeiros, e criando atrasos no processamento três vezes maiores que no resto do país.
Em outubro passado, quando o governo do Canadá anunciou que abriria as portas para 11.000 pessoas da Colômbia, Haiti e Venezuela com familiares imediatos vivendo aqui, o governo da CAQ deixou claro que optava por se excluir do programa, impedindo muitos quebequenses haitianos de trazer seus familiares. A presença de imigrantes e solicitantes de asilo tem sido irresponsavelmente vinculada por este governo à crise de habitação, educação, saúde e falta de vagas em creches. Apesar das carências, em vez de assumir a responsabilidade por não alocar adequadamente os fundos e vagas prometidos, o governo optou por desviar a atenção, estigmatizando imigrantes e solicitantes de asilo, o que leva a uma maior marginalização e ressentimento contra pessoas das quais esta província se beneficia diariamente.
Os imigrantes em Quebec são professores, médicos, proprietários de depanneurs, trabalhadores de creches, motoristas de ônibus, enfermeiros, engenheiros da Hydro-Québec, entre outros. Os trabalhadores estrangeiros temporários sustentam o setor agrícola de Quebec. Os estudantes internacionais ocupam empregos de serviços em hotéis do centro, cozinhas de restaurantes, lojas de varejo e redes de fast food, os mesmos lugares que constantemente publicam cartazes procurando empregados. Os solicitantes de asilo trabalham como trabalhadores de saneamento e assistentes pessoais em CHSLD e hospitais. Se essas pessoas simplesmente parassem, a economia pararia abruptamente. É possível que aqueles que atualmente clamam pela deportação ou transferência para outra província ou a prevenção de solicitações de asilo finalmente deixem de vilipendiar pessoas que também oferecem muito em troca.

### Símbolos da província
- Bandeira: La Fleurdelisé. A bandeira é azul, com duas faixas, uma horizontal e outra vertical, que cruzam-se no meio da bandeira, e que a dividem em quatro partes iguais.[204]
- Lema: O lema do Quebec é Je me souviens, que significa em português "Eu me lembro". Esse lema está inscrito dentro da Assembleia legislativa da província e nas placas de licenciamento de veículos.[204]
- Brasão de armas: O brasão de armas foi criado em 26 de maio de 1868, e modificado posteriormente pelo governo do Quebec em 9 de dezembro de 1939. Caracteriza-se por um grande escudo, dividido em três linhas horizontais. A linha do alto é azul e possui três flores-de-lis. A linha do meio é vermelha e possui um leão dourado, símbolo dos ingleses. A terceira linha é amarela e possui três maple leaves, um símbolo do Canadá. Acima do escudo está inscrito uma coroa real — símbolo da realeza da Inglaterra — e embaixo do escudo, uma faixa prateada, onde está inscrito o lema do Quebec, Je me souviens.
- Selo: Le Grand Sceau du Québec.[204]
- Emblema: Flor-de-lis, um símbolo tradicional da França real.
- Flor: Iris versicolor
- Pássaro: Bubo scandiacus

## Esportes

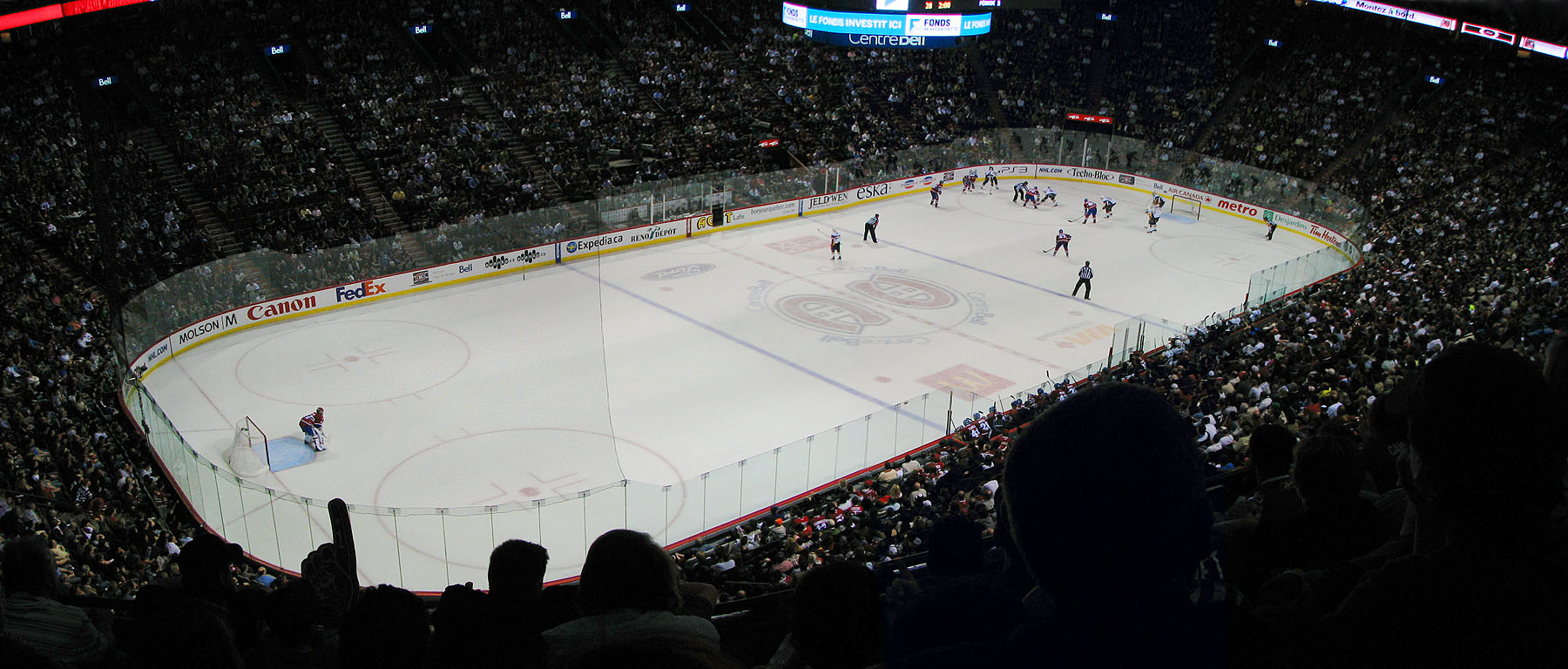
Bell Centre em Montreal, casa do Montreal Canadiens.

O esporte no Quebec constitui uma dimensão essencial da cultura da província. A prática de esportes e atividades ao ar livre no Quebec foi influenciada em grande parte por sua geografia e clima. O hóquei no gelo continua sendo o esporte nacional. Esse esporte, disputado pela primeira vez em 3 de março de 1875, na Pista de Patinação Victoria em Montreal e promovido ao longo dos anos por inúmeras conquistas, incluindo o centenário Montreal Canadiens (Canadiens de Montréal), ainda suscita paixões. Outros esportes importantes incluem o futebol canadense com o Montreal Alouettes (Alouettes de Montréal), o futebol com o Montreal Impact, o Grande Prêmio do Canadá de Fórmula 1 no Circuito Gilles Villeneuve e beisebol profissional com o ex Montreal Expos. Durante sua história, Quebec sediou vários grandes eventos esportivos; incluindo os Jogos Olímpicos de Verão de 1976, o Campeonato Mundial de Esgrima em 1967, o ciclismo em 1974 e a corrida Transat Québec-Saint-Malo, criada pela primeira vez em 1984.

### Inglês
| - Anderson, Fred (2000). Crucible of Wars: The Seven Years' War and the Fate of Empire in British North America, 1754–1766. New York: Knopf. ISBN 978-0-375-40642-3 - Bergeron, Léandre (1975). The History of Québec: a Patriote's [sic] Handbook, trans. from the 5th French ed. by Baila Markus and rev. by the author. Updated ed. New Canada Publications. ISBN 0-9196-0035-2 - Bergeron, Léandre (1974). Why There Must Be a Revolution in Québec. Toronto: New Canada Publications. 0-919600-16-6 - Cave, Alfred A. (2004). The French and Indian War. Westport, Connecticut – London: Greenwood Press. ISBN 978-0-313-32168-9 - Courville, Serge; Richard Howard (2009). Quebec: A Historical Geography. [S.l.]: Univ of British Columbia Press. ISBN 978-0-7748-1426-3 - Dickinson, John Alexander; Brian J. Young (2003). A short history of Quebec. [S.l.]: McGill-Queen's University Press. ISBN 978-0-7735-2393-7 - Gairdner, William D. Constitutional Crack-up: Canada and the Coming Showdown with Québec. London: Stoddart Publishing Co., 1994. N.B.: On verso of t.p.: "A brief version ... appeared in the revised edition of the author's The Trouble with Canada." ISBN 0-7737-5658-2 - Gauvreau, Michael (2005). The Catholic origins of Quebec's Quiet Revolution, 1931–1970. [S.l.]: McGill-Queen's University Press. ISBN 978-0-7735-2874-1 - Grenon, Jean-Yves (2000). Pierre Dugua De Mons: Founder of Acadie (1604–5), Co-Founder of Quebec (1608). [S.l.]: Annapolis Royal, NS: Peninsular Press. ISBN 978-0-9682016-2-6Translated by Phil Roberts - Hunter, William A. (1999). Forts on the Pennsylvania Frontier, 1753–1758. [S.l.]: Wennawoods. ISBN 978-1-889037-20-2 | - Kokker, Steve (2002). Québec. [S.l.]: Lonely Planet. ISBN 978-1-74059-024-2 - Lefkowitz, Arthur S. (2008). Benedict Arnold's Army: The 1775 American Invasion of Canada during the Revolutionary War. El Dorado Hills, California: Savas Beatie. ISBN 978-1-932714-03-6 - Maclure, Jocelyn (2003). Quebec identity: the challenge of pluralism. [S.l.]: McGill-Queen's University Press. ISBN 978-0-7735-2553-5 - McRoberts, Kenneth, and Dale Posgate (1984). Québec: Social Change and Political Crisis. Toronto, Ont.: McClelland and Stewart. Rev. and updated, including a post-Referendum epilogue, 1984, cop. 1980. x, 325 p. N.B.: The revision statement is from the front cover of the book. ISBN 0-7710-7185-X - Merriam; Webster (2003). Merriam-Webster's Collegiate Dictionary. New York: Merriam-Webster, Inc. ISBN 978-0-87779-809-511th ed. - Riendeau, Roger E. (2007). A brief history of Canada. New York, NY: Infobase Publishing. ISBN 978-0-8160-6335-2. Consultado em 12 de julho de 2011 - Roussopoulos, Dimitrios I, compiler (1974). Québec and Radical Social Change. First ed. Montréal, Qué.: Black Rose Books. ISBN 0-919618-51-0 pbk. - Scott, Colin (2001). Aboriginal autonomy and development in northern Quebec and Labrador. [S.l.]: UBC Press. ISBN 978-0-7748-0844-6 - Taucar, Christopher Edward (2002). Canadian Federalism and Quebec Sovereignty. [S.l.]: Peter Lang. ISBN 978-0-8204-6242-4 - Webb Hodge, Frederick (1912). American Indians North of Mexico, Volume 4, Smithsonian Institution Bureau of American Ethnology Handbook. Scituate, MA: Digital Scanning Inc. ISBN 978-1-58218-751-8Scanned in 2003 |

### Francês
| - Armony, Victor (2007). Le Québec expliqué aux immigrants. Montréal: VLB Éditeur. ISBN 978-2-89005-985-6 - Babin, Andrée (1986). L'interatlas: Ressources du Québec et du Canada. Montréal: Centre éducatif et culturel. ISBN 978-2-7617-0317-8 - Bergeron, Léandre (1970). Petit manuel d'histoire du Québec. [Montréal]: Éditions Québécoises. Without ISBN - Bergeron, Léandre and Pierre Landry (2008). Petit manuel d'histoire du Québec, 1534–2008. Trois-Pistoles, Qué.: Éditions Trois-Pistoles. N.B.: This ed. is a major revision, very considerably enlarged, rewritten this time in collaboration, and updated, of the 1970 text of the work, thus constituting essentially almost a different work than the original. ISBN 978-2-89583-183-9 - Binot, Guy (2004). Pierre Dugua de Mons: gentilhomme royannais, premier colonisateur du Canada, lieutenant général de la Nouvelle-France de 1603 à 1612. Vaux-sur-Mer: Bonne anse. ISBN 978-2-914463-13-3 - Brûlotte, Suzanne (2009). Les oiseaux du Québec. Boucherville: Éditions Broquet. ISBN 978-2-89654-075-4 - Comeau, Robert, ed. (1969). Économie québécoise, in series, Les Cahiers de l'Université du Québec. Sillery, Qué.: Presses de l'Université du Québec. 495 p. - Commission politique et constitutionnelle (1967). États généraux du Canada français: exposés de base et documents de travail. Montréal: Éditions de l'Action nationale. - Desautels, Guy, et al. (1978). Pour l'autodétermination du Québec: plaidoyer marxiste. Éditions Nouvelles frontières. Sans ISBN - Duguay, Raoul (1971). Musiciens du Québec. Montréal: Éditions du Jour. 331 p. N.B.: The emphasis is on "classical" then- contemporary composers and on those of "musique actuelle". - Dupont, Jean-Claude (2008). Légendes du Québec – Un héritage culturel. Sainte-Foy: Les éditions GID. ISBN 978-2-89634-023-1 - Les Écossais du Québec. Montréal: Conseil québécois du Chardon, [1999]. N.B.: This is primarily a descriptive cultural and commercial directory of the Scottish community of Québec. - Gagnon, Henri (1979). Fermatures d'usines, ou bien liberation nationale. Saint-Lambert, Qué.: [s.n.]: Presses de Payette et Simms, imprim[eur]; distribution, Éditions Héritage. Without ISBN - Institut de la statistique du Québec (2010). Le Québec chiffres en main (PDF). [S.l.]: Government of Quebec. ISBN 978-2-550-49444-7. Arquivado do original (PDF) em 27 de agosto de 2010 | - Lacoursière, Jacques; Provencher, Jean; Vaugeois, Denis (2000). Canada-Québec 1534–2000. Sillery: Septentrion. ISBN 978-2-89448-156-1 - Lacoursière, Jacques (2005). Histoire du Québec, Des origines à nos jours. Paris: Édition Nouveau Monde. ISBN 978-2-84736-113-1 - La Rochelle, Louis (1982). En flagrant délit de pouvoir: chroniques des événements poliltiques, de Maurice Duplessis à René Lévesque. Montréal, Qué: Boreal Express. ISBN 2-89052-058-7 - Liebel, Jean (1999). Pierre Dugua, sieur de Mons, fondateur de Québec. Paris: Le Croît vif. ISBN 978-2-907967-48-8 - Linteau, Paul-André (1989). Histoire du Québec contemporain; Volume 1; De la Confédération à la crise (1867–1929). Montréal: Les Éditions du Boréal. ISBN 978-2-89052-297-8 - Linteau, Paul-André (1989). Histoire du Québec contemporain; Volume 2; Le Québec depuis 1930. Montréal: Les Éditions du Boréal. ISBN 978-2-89052-298-5 - Ministry of Environment of Quebec (2002). Water. Life. Future. National Policy on water (PDF). [S.l.]: Government of Quebec. ISBN 978-2-550-40074-5 - Morf, Gustave (1970). Le Terrorisme québécois. Montréal, Éditions de l'Homme. 219, [3] p. - Parizeau, Jacques (1997). Pour un Québec souverain. [Montréal]: V.L.B. éditeur. ISBN 2-89005-655-4 - Pelletier, Réal, ed. Une Certaine Révolution tranquille: 22 juin [19]60-[19]75. Montréal: La Presse, 1975. 337 p., ill. chiefly with b&w port. photos. Without ISBN - Pilon, Robert, Isabelle Lamoureux, and Gilles Turcotte (1991). Le Marché de la radio au Québec: document de reference. [Montréal]: Association québécoise de l'industrie du dique, du spectacle et de la video. unpaged. N.B.: Comprises: Robert Pilon's and Isabelle Lamoureux' Profil du marché de radio au Québec: un analyse de Média-culture. – Gilles Turcotte's Analyse comparative de l'écoute des principals stations de Montréal: prepare par Info Cible. - Rivière, Sylvain (2007). Léandre Bergeron, né en exil. Trois-Pistoles, Qué.: Éditions Trois-Pistoles. N.B.: Collection of essays on various Québec subjects, including a biography of L. Bergeron. ISBN 978-2-89583-165-5 - Trudel, Jean (1969). Profil de la sculpture québécoise, XVIIe-XIXe siècle[s]. Québec, QC.: Ministère des affaires culturelles, Musée du Québec. 140 p., ill. with photos, mostly b&w. Without ISBN or SBN - Venne, Michel (2006). L'annuaire du Québec 2007. Montréal: Fides. ISBN 978-2-7621-2746-1 |